# Amphithéâtre romain
Pour les articles homonymes, voir Amphithéâtre (homonymie).

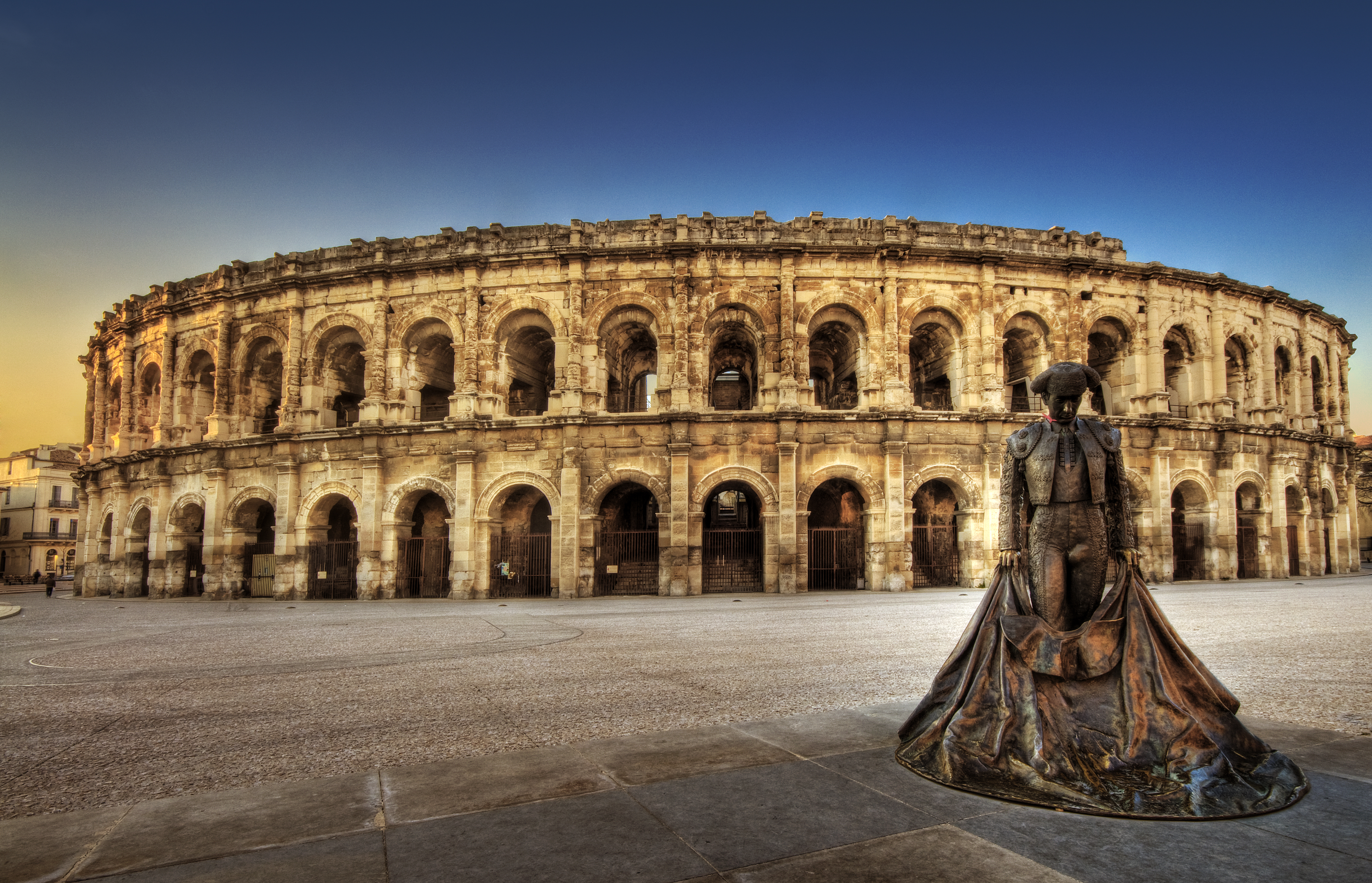
Les arènes de Nemausus (Nîmes, France) : Avec sa façade intacte sur toute la hauteur et ses trente-quatre gradins d'origine, l'amphithéâtre de Nîmes est assurément le mieux conservé du monde.

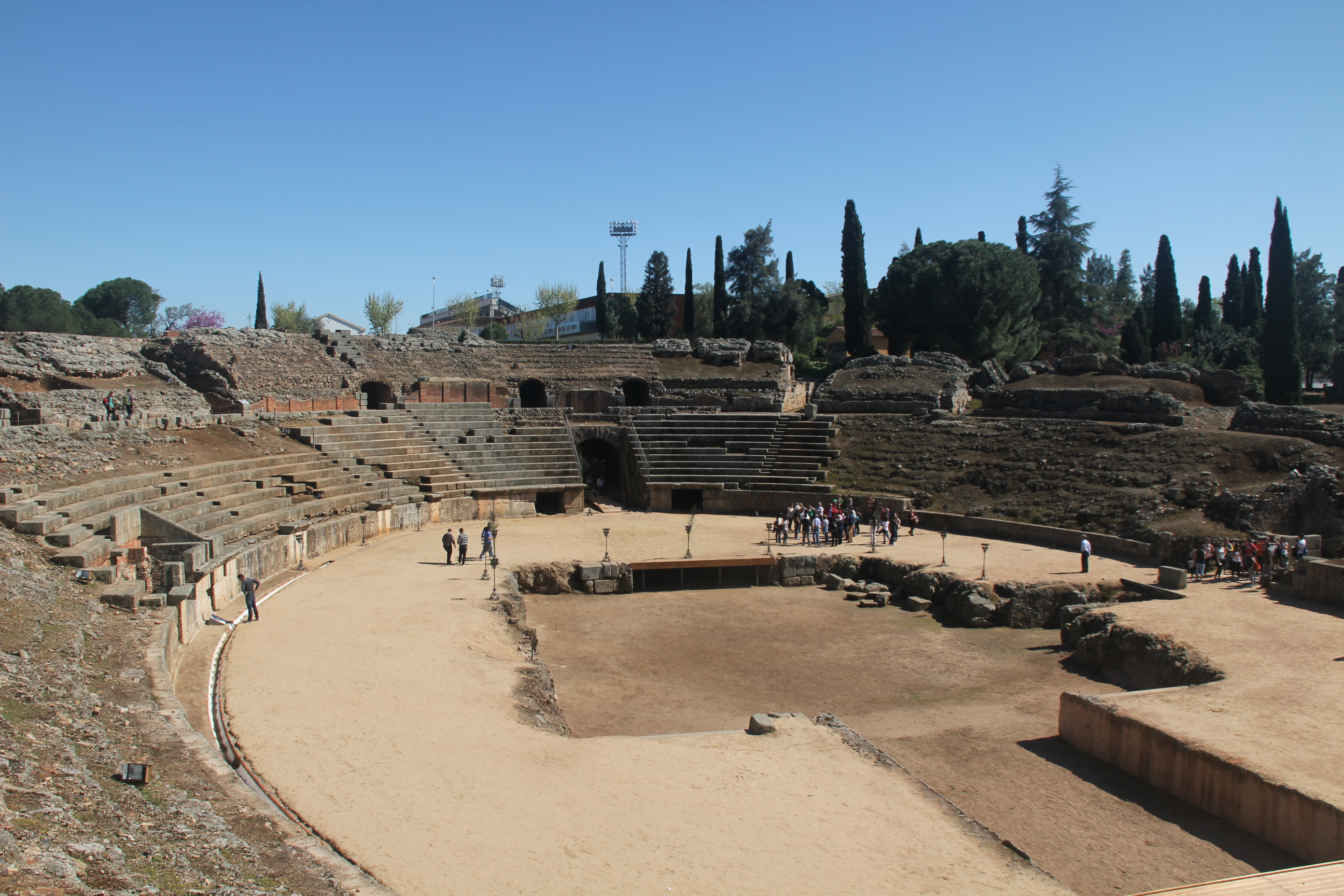
L'amphithéâtre d'Emerita Augusta (Mérida, Espagne).

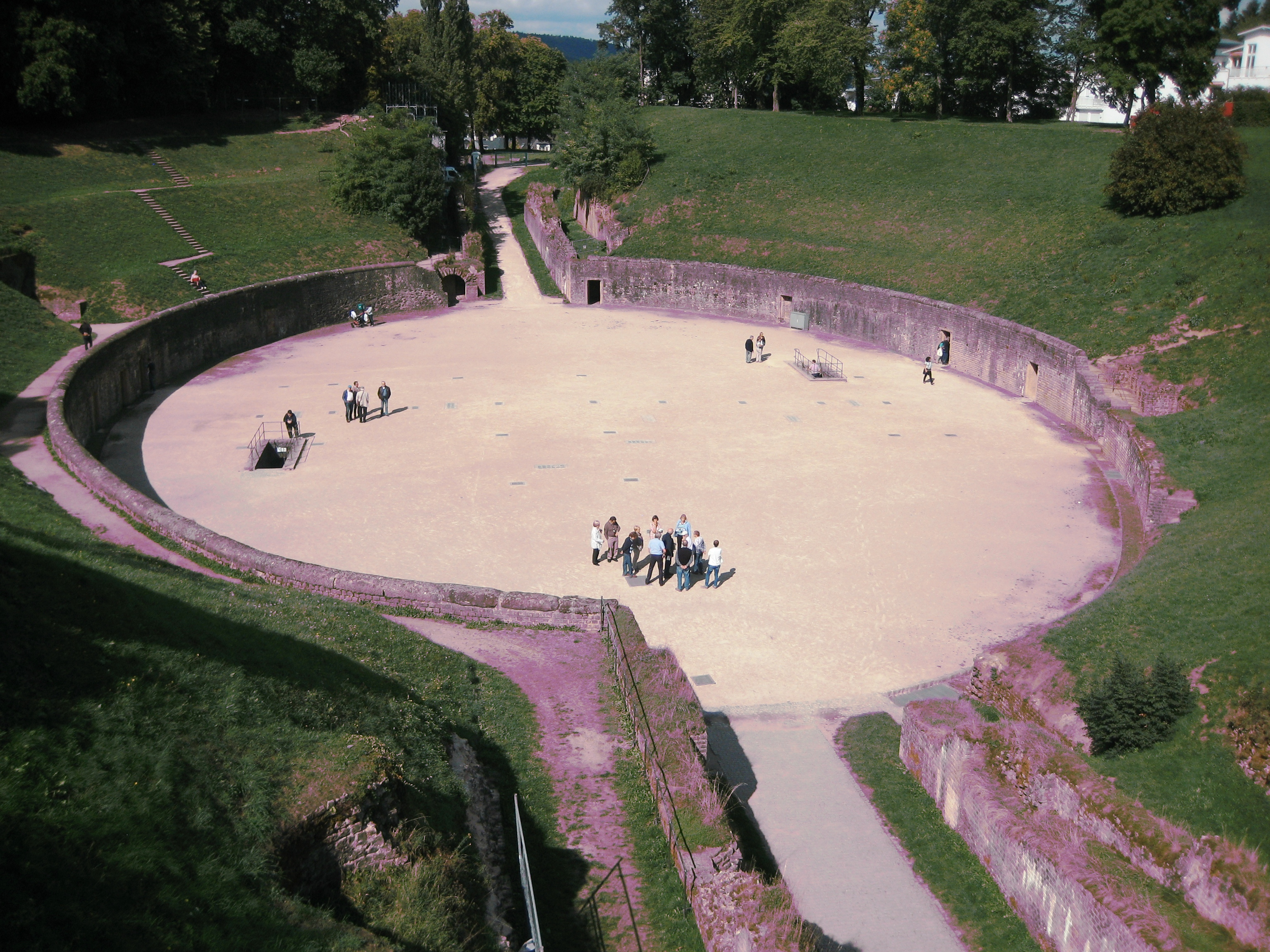
L'amphithéâtre d'Augusta Treverorum (Trèves, Allemagne).

Un amphithéâtre romain est un vaste édifice public de forme elliptique, à gradins étagés, organisé autour d'une arène où étaient donnés des spectacles de gladiateurs (munus gladiatorium), de chasses aux fauves (venationes), ou très exceptionnellement de batailles navales (naumachies).
À la différence des cirques et des théâtres, extrapolés des édifices homologues de la Grèce antique, les amphithéâtres sont des monuments nés dans le monde romain pour y accueillir des spectacles inventés par les Romains et pris en charge par l'évergétisme officiel. Ces spectacles sont d'abord des combats rituels en lien avec des cérémonies funéraires au IVe siècle av. J.-C. Peu à peu, les spectacles s'affranchissent de ces rites, se complexifient et se codifient en même temps que le lieu où ils se déroulent s'organise en une aire d'affrontement entourée par un espace où les spectateurs peuvent jouir du spectacle dans d'excellentes conditions. Les premiers amphithéâtres ainsi constitués d'une arène entourée d'une cavea datent de l'époque républicaine et les constructions sont devenues monumentales pendant la période impériale.
Environ 230 amphithéâtres romains ont été découverts dans le territoire de l'Empire romain. Les premiers d'entre eux sont construits en Italie, mais ils essaiment dans l'ensemble du monde romain, avec des différences de rapidité et d'intensité liées aux cultures locales, au cours des deux premiers siècles de notre ère. S'ils ne survivent pas comme monuments de spectacle à la chute de l'Empire romain, certains d'entre eux sont réutilisés comme forteresses au Moyen Âge ; d'autres sont abandonnés et servent de carrière de pierres. Au XXIe siècle, il en reste de très nombreux vestiges.

## Origines de l'amphithéâtre
Les amphithéâtres sont à distinguer des cirques et des hippodromes qui sont généralement de forme sub-rectangulaire et sont conçus principalement pour accueillir des courses, et des stades édifiés pour l'athlétisme. Toutefois, plusieurs de ces termes ont de temps en temps été utilisés pour désigner un même lieu. Le mot vient du latin amphitheatrum, lui-même emprunté au grec ἀμφιθέατρον / amphithéatron qui signifie « théâtre des deux côtés », comme si on avait accolé deux théâtres : un amphithéâtre se distingue d'ailleurs des théâtres romains semi-circulaires traditionnels par sa forme circulaire ou ovale. Cette architecture spécifique est une invention romaine qui ne s'inspire pas, comme les théâtres ou les cirques, des créations de la Grèce antique.

### Les combats funèbres

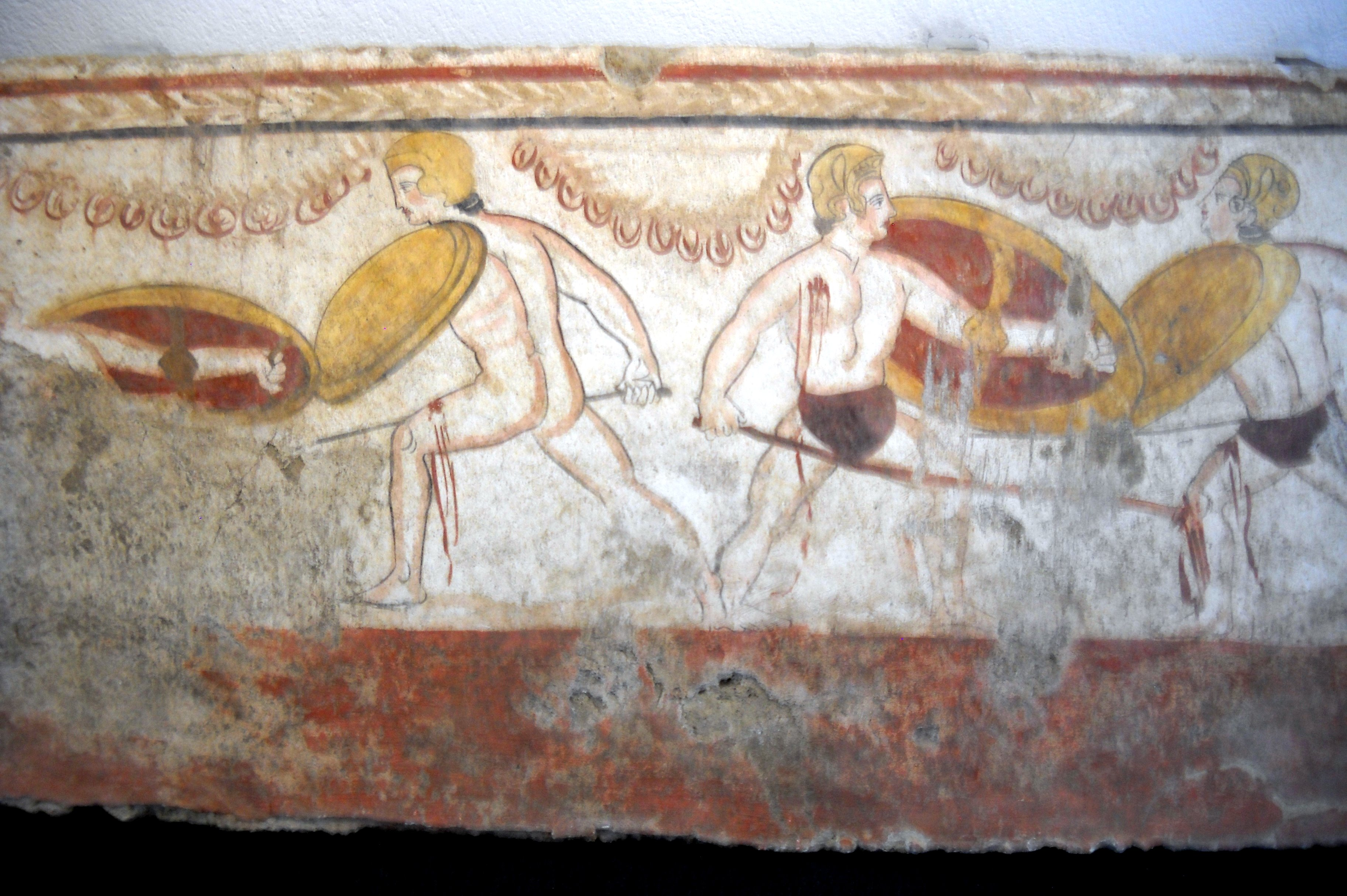
Scène de combat sur une tombe de Paestum (Italie).

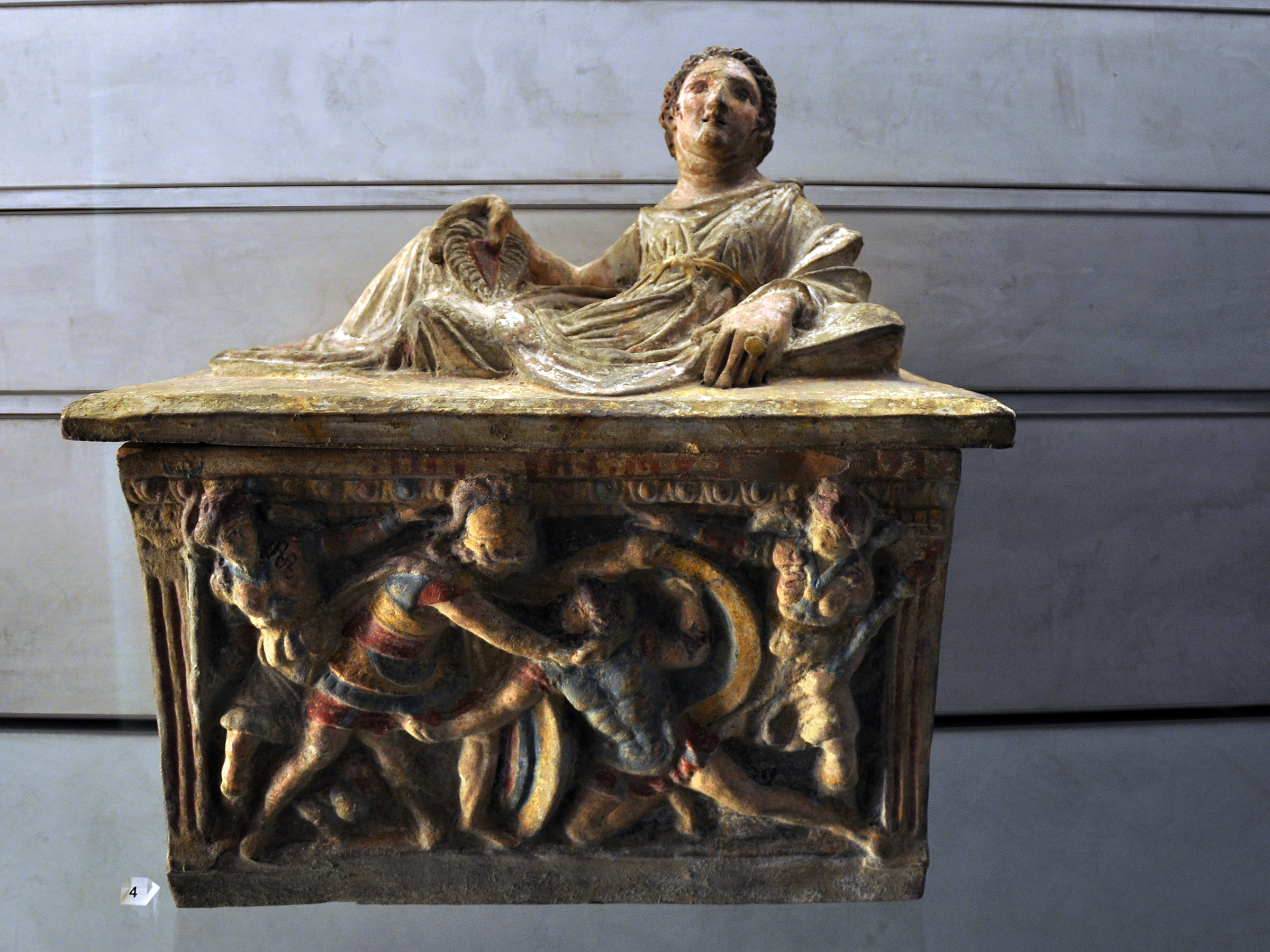
Scène de combat sur une urne funéraire étrusque.

Dès le IVe siècle av. J.-C., des cérémonies funéraires s'accompagnent de combats d'hommes destinés à honorer les mânes du mort. De tels combattants, représentés sur des tombes à Paestum, en Lucanie, sont semblables à des militaires équipés de manière identique, dans une sorte de démonstration sanglante de leur art. Rien, par contre, ne laisse entrevoir si le terrain où se déroule ces combats est aménagé spécifiquement ; c'est peu probable.
Des preuves d'engagements semblables se retrouvent en Étrurie mais témoignent d'une évolution du genre : les combattants représentés sur des urnes funéraires sont équipés de panoplies différentes, indiquant, par une amorce de code vestimentaire, une mise en scène des combats. Si les preuves manquent, il faut considérer que l'aire sur laquelle se déroule ces spectacles doit bénéficier d'un minimum d'aménagement (terrain vaste, plat et non glissant), permettant aux combattants d'évoluer librement et au public de bénéficier d'une bonne vue.

### Organisation de la gladiature

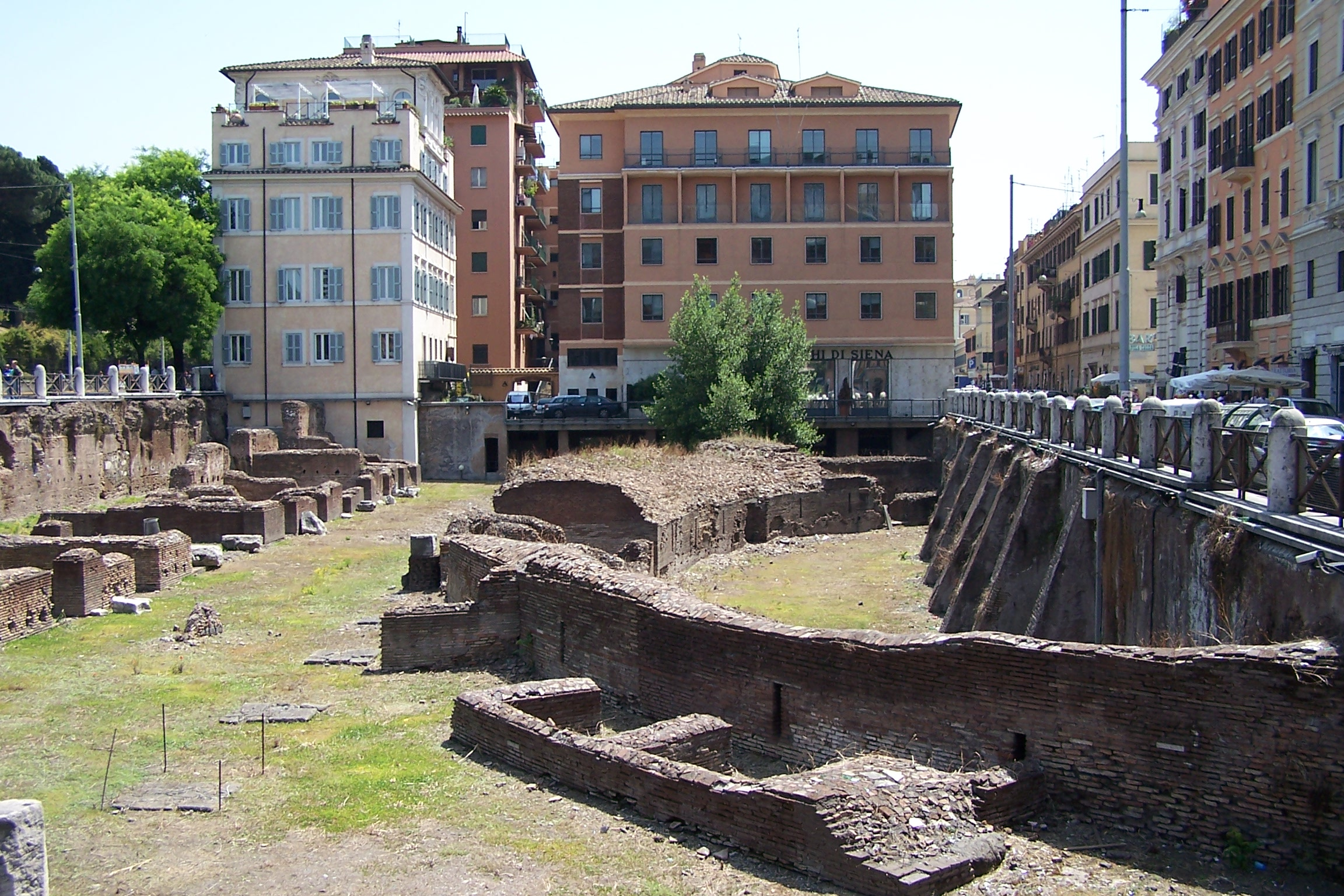
Vue partielle de l'arène du Ludus magnus à Rome.

C'est à Rome, sur le Forum Boarium, que se déroule en 264 av. J.-C. le premier combat attesté de gladiateurs. À partir du IIIe siècle av. J.-C., la gladiature se professionnalise. Les combats ne sont plus des rites funéraires. Les cérémonies funèbres ne sont plus que le prétexte au déroulement de spectacles qui vont bientôt s'en affranchir totalement. Les différents stéréotypes de combattants se mettent en place et les spectacles se codifient, l'encadrement évolue avec l'apparition des lanistes, organisateurs de combats et managers des gladiateurs, la création des écoles de combat — les ludi —, comme celle dans laquelle Spartacus s'entraîne à Capoue avant de se révolter en 73 av. J.-C..
Le lieu où se déroule ces spectacles évolue graduellement, tout en conservant un principe de base immuable : les combattants évoluent sur une aire centrale entourée par les spectateurs. L'aire centrale doit être suffisamment vaste et sans obstacle pour que les gladiateurs y évoluent à l'aise mais de dimensions raisonnables pour que les spectateurs suivent sans effort les évolutions des combattants ; le respect d'une bonne acoustique, indispensable dans les théâtres, n'est ici pas essentielle.

### Premiers édifices temporaires à Rome

Restitution possible d'un plan de spectacula sur le Forum romanum.

Il est difficile de dater précisément la construction des premiers amphithéâtres, à l'époque républicaine. Du fait de la réticence de l'aristocratie vis-à-vis des spectacles de combats d'origine étrusque, les premiers amphithéâtres à Rome ne sont que provisoires. Le forum romain accueille semble-t-il des constructions temporaires en bois (spectacula) où se déroulent les spectacles dès le milieu du IIIe siècle av. J.-C.. Les gladiateurs évoluent sur un espace central recouvert de sable — en latin arena — pour éviter qu'ils ne glissent sur les dalles du forum. Les spectateurs prennent place sur des gradins en bois et des balcons appuyés sur les bâtiments formant les grands côtés du forum. Si ces gradins peuvent être rectilignes au droit des bâtiments, ils sont semi-circulaires au deux extrémités. Les nécessaires montages et démontages successifs participent certainement, peu à peu, au perfectionnement de l'édifice, définissant les dimensions et la forme de l'aire de combat compte tenu des limites topographiques, optimisant la disposition des gradins et des tribunes.
Dans son Historia naturalis, Pline l'Ancien prétend que l'amphithéâtre a été inventé durant les spectacles de Gaius Scribonius Curio en 52 av. J.-C.. Si le terme « amphithéâtre » est une allusion à la forme générale de l'édifice, Curion applique cette définition à la lettre. Il fait construire deux théâtres en bois qui, en pivotant autour d'un axe, se referment pour ne former qu'un seul monument circulaire, au gré des spectacles qu'on y propose. Trop sophistiqué et fragile, ce système n'a pas de suite.
Apparu tardivement, l'amphithéâtre ne s'impose pas comme le seul cadre des chasses et des combats de gladiateurs. Le premier amphithéâtre à Rome, construit en 29 av. J.-C., est longtemps concurrencé par le forum romain puis par le Champ de Mars.

### Innovations techniques majeures

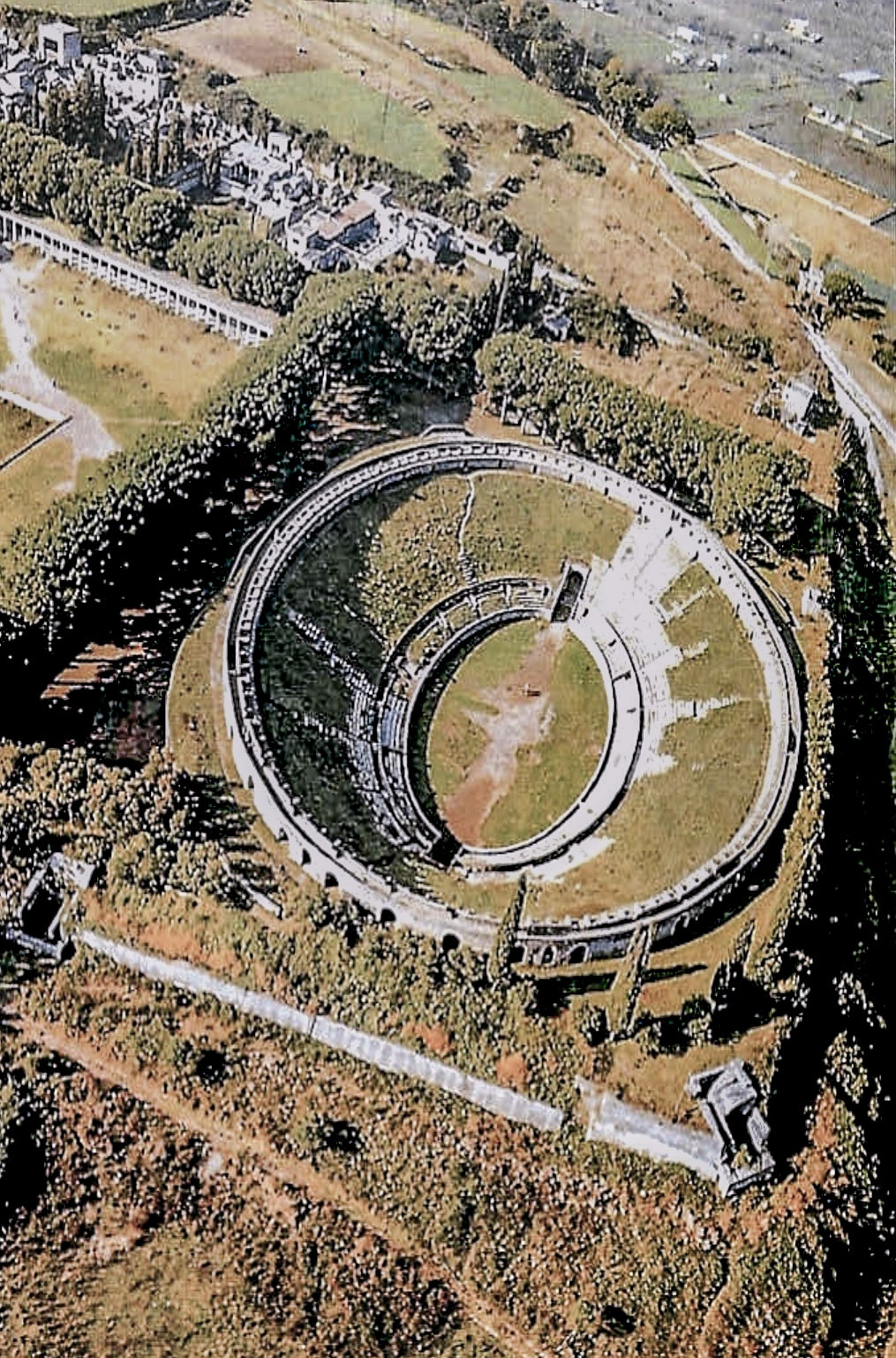
Vue aérienne de l'amphithéâtre de Pompéi (Italie).

À Pompéi se trouve le seul amphithéâtre républicain à être précisément daté. Construit en maçonnerie et en deux temps, il se caractérise par un soubassement, édifié vers 80 av. J.-C., présentant deux côtés rectilignes reliés par deux demi-cercles comme les premiers édifices temporaires romains. Sa cavea et son arène, par contre, adoptent, de manière inédite pour un monument en dur, la forme ellipsoïdale. La dédicace de l'amphithéâtre datant de 70 av. J.-C., le laps de temps nécessaire à cette évolution architecturale n'est que de dix ans. L'ellipse s'avère optimale pour permettre aux gladiateurs d'évoluer sans angle mort — les coins d'un carré ou d'un rectangle — et pour offrir au spectateur, où qu'il se trouve, une vision parfaite. L'ellipse de l'arène est probablement née à Rome sur le forum trapézoïdal resserré entre les basiliques qui en délimitent les grands côtés, d'où elle a été adoptée dans le monde romain ; Pompéi a construit son amphithéâtre à ce moment précis. Les autres amphithéâtres républicains, intégralement ellipsoïdaux, sont donc postérieurs même si leur datation reste à préciser.
Quelques années plus tard, sur le forum de Rome, Jules César fait construire vers 46 av. J.-C. un amphithéâtre en bois, toujours temporaire, mais dont le sol de l'arène est équipé de galeries et de monte-charges permettant de faire apparaître en surface hommes, décors et animaux. C'est la première fois que des combats d'animaux se déroulent hors des cirques. Un velum protège probablement tout ou partie de l'amphithéâtre.
Ces deux avancées marquantes fixent définitivement l'architecture générale des amphithéâtres romains construits par la suite. Ce sont des monuments maçonnés ; leur arène ellipsoïdale est entourée par une cavea adoptant la même forme où se placent les spectateurs sur des rangées superposées de gradins ; des sous-sols peuvent être aménagés sous cette arène pour y accueillir les machineries nécessaires à des spectacles de grande ampleur dépassant le simple cadre des combats de gladiateurs.

## Architecture de l'amphithéâtre

### Plan général

#### L'ellipse comme règle générale

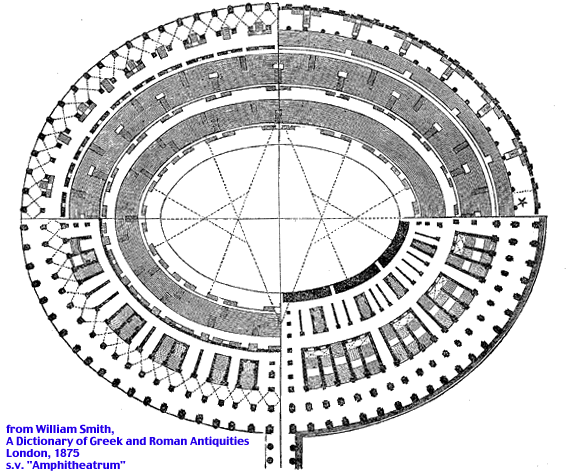
Plan-type d'un amphithéâtre romain.

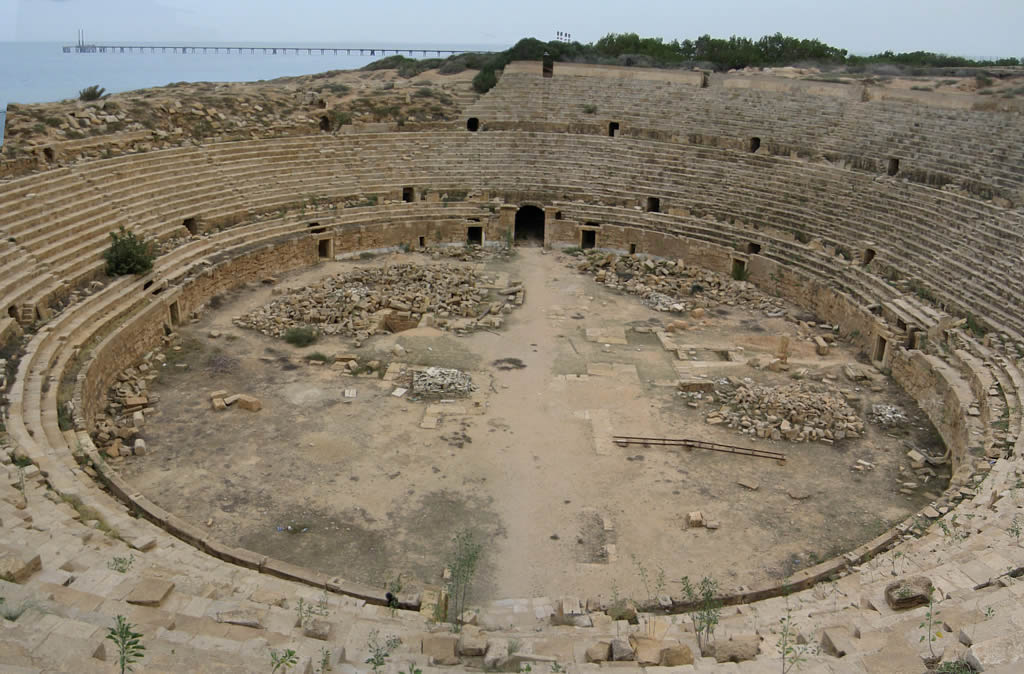
L'amphithéâtre de Leptis Magna (Libye).

Jean-Claude Golvin, en 2008, explique qu'en réalité un certain nombre d'amphithéâtres romains ne décrivent pas une ellipse parfaite, mais une forme pseudo-ellipsoïdale composée d'une succession d'arcs de cercles raccordés. Cette disposition est guidée par la nécessité de disposer d'une cavea de largeur identique quel que soit le point de l’amphithéâtre considéré, pour que les gradins soient tous de dimension semblable. Les dimensions observées ou restituées de plusieurs amphithéâtres de l'Empire romain, dont celui de Capoue, semblent confirmer cette théorie, modélisée par Gérard Parysz.
De rares amphithéâtres ne suivent pas le plan d'ensemble d'un édifice ellipsoïdal, comme celui de Leptis Magna. Cet édifice, intégralement creusé dans une ancienne carrière et inauguré en 56, donne l'impression d'être composé de deux théâtres accolés et son arène comme sa cavea ont la forme de deux demi-cercles reliés par de très courts segments de droite. Cette configuration lui aurait permis d'accueillir des spectacles d'un genre nouveau voulu par Néron, associant combats, démonstrations équestres et concours musicaux.

#### Amphithéâtre massif et amphithéâtre à murs rayonnants

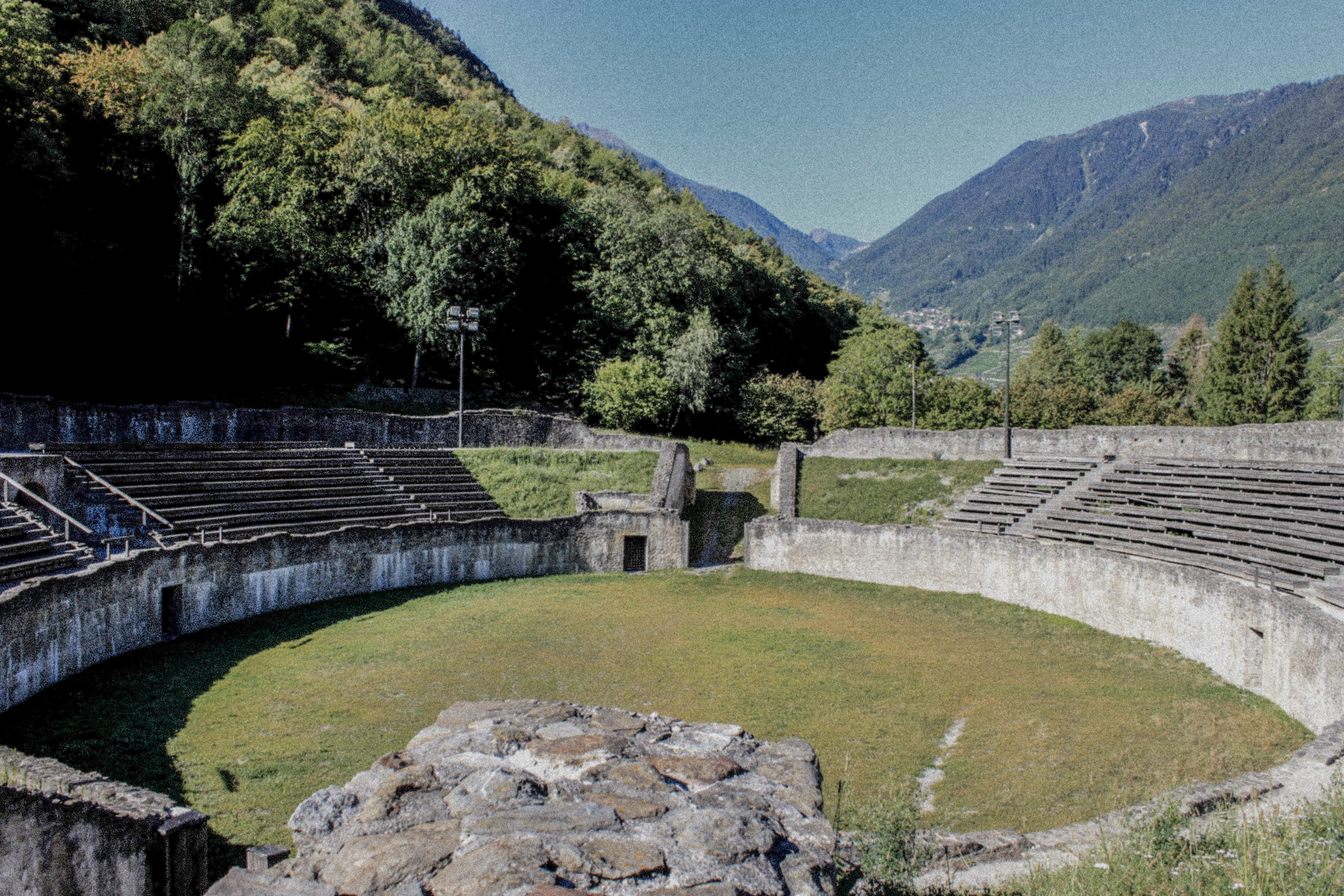
Vue générale de l'amphithéâtre de Martigny (Suisse).

Un premier type d’amphithéâtres est qualifié de plein ou massif comme à Samarobriva (Amiens, France), Octodurus (Martigny, Suisse), Emerita Augusta (Merida, Espagne) ou Syracusae (Syracuse, Italie) ; dans ces constructions, la cavea n’est pas portée par des murs rayonnants et des voûtes, mais par un remblai qui descend en pente de l’extérieur de l’amphithéâtre vers l’arène ; ce remblai peut être constitué en partie par les terres d’excavation de l’arène à l’intérieur d'une petite colline au sommet de laquelle l'amphithéâtre est construit ; c'est le cas à Tours (Caesarodunum). Les spectateurs doivent alors prendre place directement sur la pente gazonnée, mais le remblai peut aussi accueillir des gradins en bois dont la découverte des vestiges, s'ils ont jamais existé, serait exceptionnelle. Les maçonneries sont réduites au strict minimum : le mur extérieur, le mur de l’arène, les galeries des accès ou vomitoires, également inclus dans le remblai, quelques murs de soutènement rayonnants délimitant des caissons destinés à recevoir les remblais, ainsi que les cages d’escalier. Des escaliers externes plaqués contre la façade de l'amphithéâtre, comme à Pompéi, permettent d'accéder à la partie supérieure de la cavea.

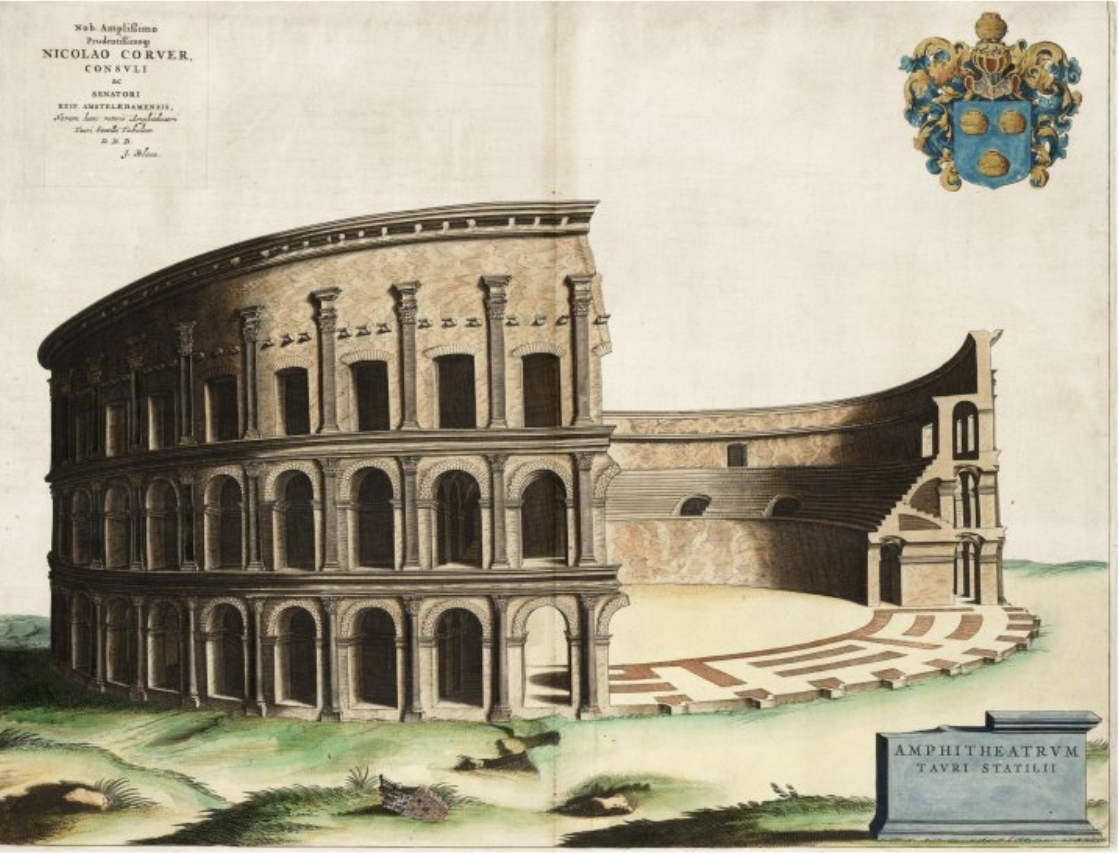
Reconstitution de l'amphithéâtre de Taurus, 1663 (Rome, Italie).

Le second type d'amphithéâtre, qui représente la plus grande partie de ceux identifiés dans le monde romain, est l'amphithéâtre à murs et voûtes rayonnantes. La cavea est alors supportée par un ensemble de maçonneries en opus caementicium qui dessinent un ensemble d'assises assez légères sur lesquelles les gradins reposent. Une galerie de circulation annulaire — il y en a deux au Colisée et à l'amphithéâtre de Capoue — permet aux spectateurs de gagner les vomitoires et escaliers accédant à l'arène. Le plus ancien de ces monuments semble être l'amphithéâtre de Statilius Taurus à Rome, inauguré en 29 av. J.-C. et détruit dans grand incendie de Rome en 64, sous Néron. Les détails précis de son architecture — tout comme sa taille et sa localisation exacte — demeurent inconnus mais il est avéré qu'il s'agit bien d'un édifice à structure creuse et que la partie supérieure de la cavea est dotée de gradins en bois. Des théâtres avaient déjà utilisé plus tôt cette architecture creuse, comme le théâtre de Teanum Sidicinum dès la fin du IIe siècle av. J.-C. ou le théâtre de Pompée à Rome, terminé en 55.

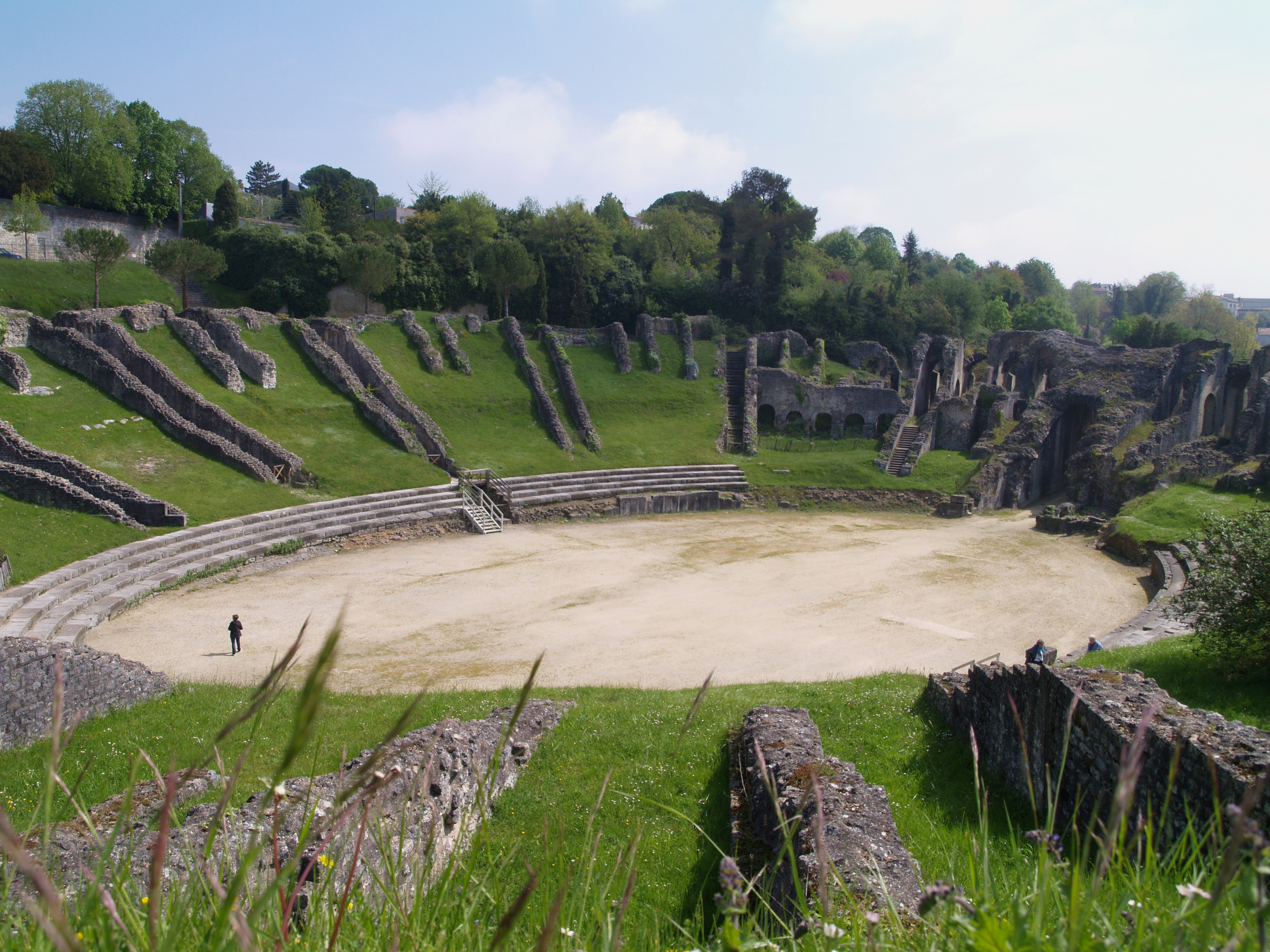
Vue générale de l'amphithéâtre de Saintes (France).

Enfin, dans plusieurs cas, la construction de l'amphithéâtre combine les deux types d'architecture ; il s'agit le plus souvent de réduire les parties maçonnées en profitant de l'appui du monument sur le flanc d'un relief naturel ; la partie de la cavea qui y repose est massive, les voûtes et es murs rayonnants réservés à la parie construite « à l'air libre ». C'est le cas de l'amphithéâtre de Saintes dont les grands côtés de la cavea prennent appui sur les deux flancs d'un vallon. L'arène est ainsi établie au fond du vallon, fermé de part et d'autre par des murs rayonnants et des arcades.
La nature, pleine ou creuse, des amphithéâtres, ne peut pas être un critère absolu de datation. Si l'amphithéâtre de Pompéi, partiellement massif, est construit entre 80 et 70 av. J.-C., et celui de Taurus, creux, vers 30 av. J.-C., on trouve en Gaule des amphithéâtres totalement ou partiellement massifs construits bien après, comme ceux de Saintes (terminé vers 50) ou de Tours, dans la seconde moitié du Ier siècle, ce dernier étant même agrandi selon le même principe cent ans plus tard. Il semble que, région par région et au fur et à mesure de la diffusion géographique de ces monuments, les architectes cherchent, dans un premier temps et autant que possible, à profiter du relief naturel pour y adosser les amphithéâtres qu'ils se proposent de construire. Dans un second temps, et lorsque la technique de construction des murs rayonnants et des arcades est localement bien maîtrisée, ils édifient des amphithéâtres creux, dont il est possible de choisir l'emplacement en s'affranchissant des contraintes du relief.

### Choix du site et aménagement des abords

Plan simplifié d'Augustodunum à l'époque antique.

Lorsque le lieu d'implantation ne répond pas à des impératifs topographiques précis, comme la mise à profit d'un relief naturel permettant d'y adosser la cavea, les amphithéâtres sont souvent construits en périphérie des zones urbanisées. Plusieurs explications peuvent être avancées. Les amphithéâtres sont souvent édifiés dans des villes déjà construites depuis plusieurs décennies, voire plus ; les construire au milieu de la cité imposerait d'importants travaux de démolition du bâti existant. Les amphithéâtres sont des monuments d'une capacité bien souvent supérieure à 10 000 personnes, qu'il s'agisse de la population de la ville stricto sensu ou des habitants d'une zone géographique plus large ; avant et après les spectacles, des mouvements de foule de cette importance nécessitent un dégagement important autour de l'édifice pour fluidifier cette circulation. L'amphithéâtre se révèle un symbole du pouvoir romain, de la puissance de la ville où il est construit ou de l'acculturation romaine dans les territoires conquis ; cet effet monumental est plus facilement obtenu en dégageant l'amphithéâtre du bâti existant. Une fois dissociés du caractère rituel qu'ils avaient à l'origine, les combats qui se déroulent dans les amphithéâtres deviennent des spectacles païens incompatibles avec le caractère sacré du pomerium urbain ; les amphithéâtres ne peuvent donc être construits à l'intérieur de ce périmètre.
Il y a cependant des situations où l'amphithéâtre a été bâti au cœur de la ville. Le Colisée en est l'exemple le plus démonstratif. C'est également le cas à Amiens ou l'amphithéâtre est construit tout contre le forum et son temple, édifiés avant lui, de manière à composer un grand ensemble monumental ; dans ce but, un quartier résidentiel tout entier est rasé pour laisser place à l'amphithéâtre.
Il y a parfois constitution d'un quartier spécifiquement consacré aux monuments du spectacle comme à Augustodunum — Autun —, Mérida ou Pouzzoles (amphithéâtre et théâtre), Lugdunum — Lyon — (théâtre et odéon) ou Leptis Magna (amphithéâtre et cirque).
Les accès à l'amphithéâtre sont en général étudiés pour permettre la bonne circulation des personnes. À Capoue, une voie relie directement le grand axe de l'amphithéâtre à la via Appia ; à Tours, c'est le petit axe qui se trouve dans le prolongement du decumanus maximus. Dans cette même ville, un espace de circulation dont l'utilisation est attestée est aménagé en périphérie de l'amphithéâtre. Une peinture représentant l'amphithéâtre de Pompéi en 59 av. J.-C. montre des baraques de marchands de nourritures établies autour de l'amphithéâtre — les spectacles durant plus d'une journée, il est nécessaire aux spectateurs de pouvoir se restaurer.

### Façade

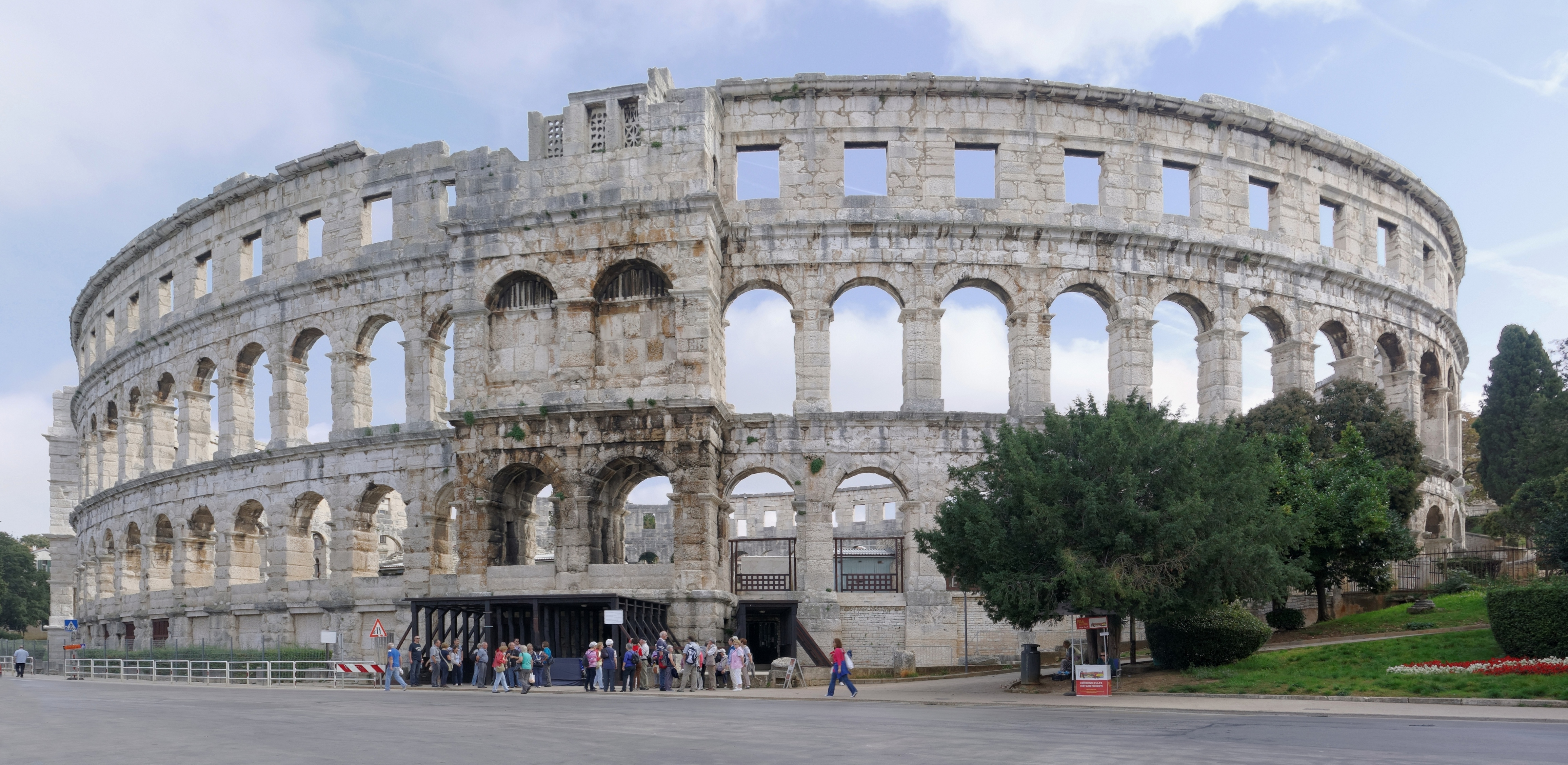
Façade de l'amphithéâtre de Pula (Croatie).

La façade de l'amphithéâtre, seule partie immédiatement visible du monument aux yeux du public extérieur, fait l'objet de soins particuliers ; elle doit être, encore plus que le monument dans son ensemble, une vitrine de la richesse du ou des commanditaires de la construction, du savoir-faire de ses architectes et ouvriers et un symbole de la puissance de la ville. C'est pourquoi une technique architecturale différente de celle employée pour le gros œuvre de l'amphithéâtre lui est-elle appliquée.
Traditionnellement — même si ce schéma connaît des exceptions —, la façade est composée d'une ou plusieurs séries d'arcades superposées, de hauteur progressivement décroissante, surmontée par une rangée d'attiques. Elle est construite en blocs de grand appareil qui utilisent les pierres les plus nobles disponibles localement, à moins qu'il ne s'agisse, comme à Capoue, que d'un placage sur une superstructure (en maçonnerie de briques dans ce cas précis). Les clefs de voûte des arcades peuvent être sculptées, les arcades peuvent composer des niches garnies de statues.
Si la façade est composée d'un appareil plus commun, seules les portes font l'objet d'une décoration spéciale, selon les techniques et les matériaux disponibles localement. Au Colisée, ces portes portent chacune un numéro gravé dans leur clef de voûte. Ce numéro permet aux spectateurs de trouver facilement la place qui leur a été attribuée.
Le dernier niveau de la façade comporte souvent des trous destinés à l'encastrement des mâts qui soutiennent le velum, grande voile tendue au-dessus de l'amphithéâtre et permettant de l'ombrer tout ou partiellement.

### Cavea

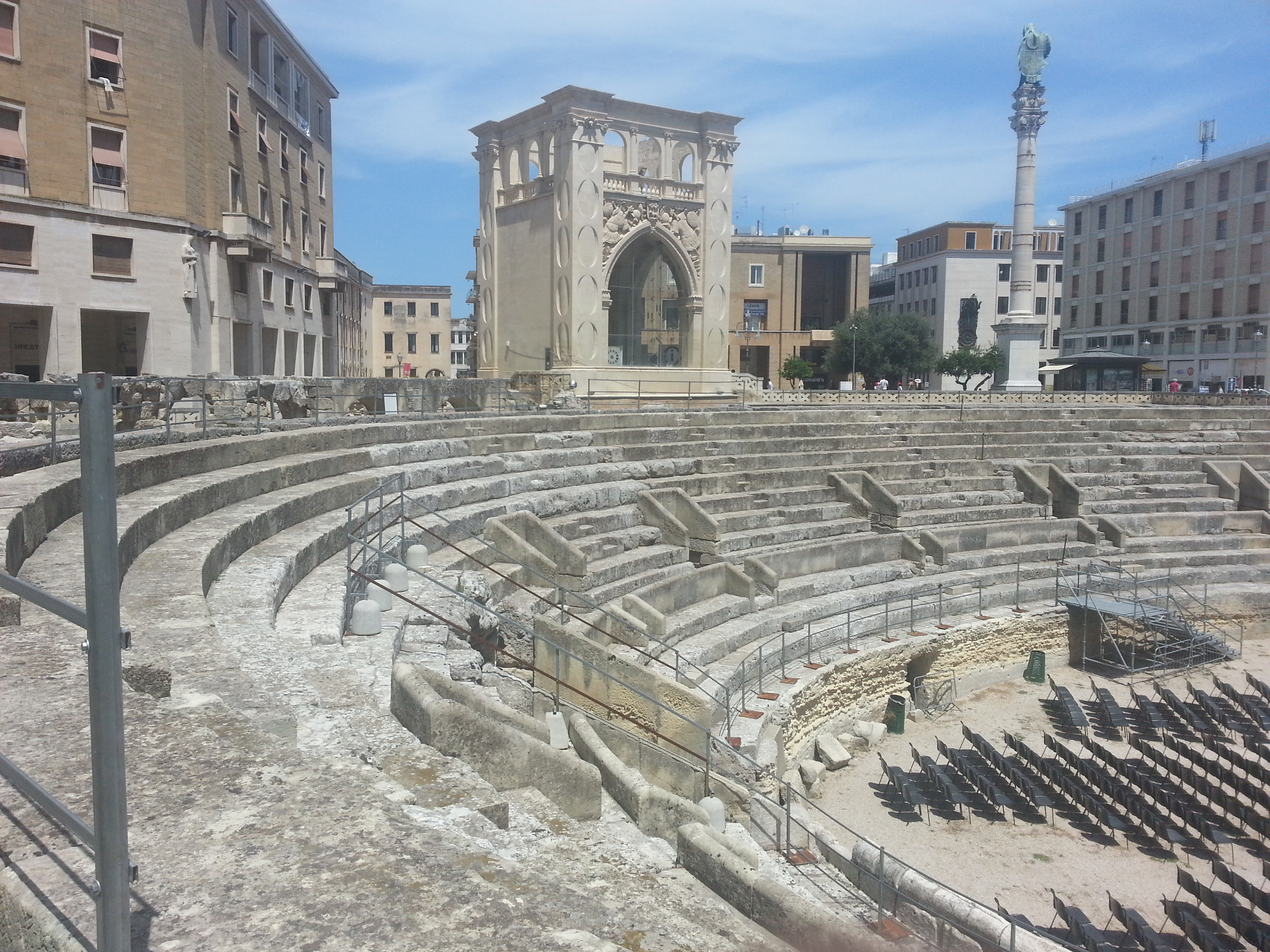
Vue partielle de la cavea de l'amphithéâtre de Lecce (Italie).

Les limites fonctionnelles de la vue humaine fixent les dimensions maximales des amphithéâtres : au-delà de 60 m, l'accommodation est moins rapide, occasionnant une fatigue oculaire. Cette distance maximale séparant le spectateur du spectacle est approchée mais respectée au Colisée, qui, selon ce critère, serait donc le plus grand amphithéâtre qu'il ait été possible de construire.
L'examen des vestiges de la cavea de l'amphithéâtre d'El Jem montre que l'angle des gradins avec l'horizontale est de 34° 12′ pour les rangées les plus proches de l'arène, mais de 36° pour les gradins situés en haut de la cavea. Cette différence a pour but de dégager la vue de l'arène pour les spectateurs qui sont ainsi moins gênés par les têtes de ceux placés juste au-dessous d'eux. Dans le cas particulier de certains amphithéâtres massifs dont le talus de la cavea constitue lui-même l'assise des spectateurs, il n'est pas possible d'atteindre les mêmes angles sous peine d'éboulement du remblai.
Auguste met en place un code très précis et immuable régissant le placement des spectateurs dans l'ensemble des monuments de spectacle : les soldats ne côtoient pas les civils, les personnes vêtues de sombre sont regroupées dans la partie moyenne de la cavea, les hommes mariés sont séparés des célibataires mais leurs femmes sont reléguées dans les gradins les plus élevés, tout comme les personnes de condition modeste, etc.. Ces dispositions s'accompagnent d'une partition physique de la cavea ; les gradins sont divisés horizontalement par des præcinctiones définissant des mæniana et verticalement par des escaliers rayonnants limitant des cunei. Au plus près de l'arène prennent place la loge d'honneur et le podium réservés aux notables. C'est également dans cette même partie de la cavea que se trouve le sacellum, petit temple probablement à l'usage des gladiateurs.
Si la construction de la façade de l'amphithéâtre est l'objet de toutes les attentions de la part des architectes, la réalisation de la cavea met en œuvre des matériaux plus communs et d'origine locale ; c'est le cas à Vérone où les maçonneries sont composées d'un béton de galets de l'Adige liés au mortier de sable et chaux ; à Pula, seul le bois entre dans la constitution des structures internes de l'amphithéâtre.

### Arène

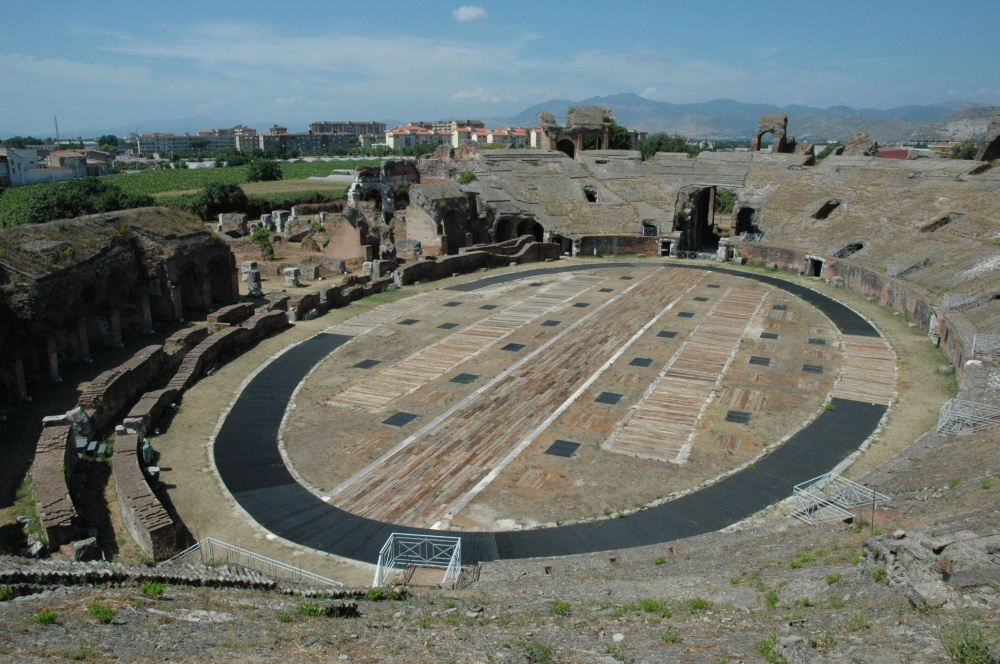
Arène de l'amphithéâtre de Capoue (Italie).

L'arène de forme elliptique ou pseudo-elliptique est le lieu où se déroulent les spectacles. Elle est généralement recouverte de sable évitant aux gladiateurs de glisser pendant les combats ; ce sable permet également d'absorber le sang éventuellement répandu.
Les aménagements de l'arène varient selon les spectacles qu'elle accueille. Dans les premiers amphithéâtres, seuls des combats entre gladiateurs s'y déroulent ; la présence de ces professionnels ne présente aucun risque pour le public et le mur séparant l'arène de la cavea est d'une hauteur réduite. Après l'introduction des venationes mettant en scène des animaux parfois sauvages, il importe d'assurer la protection des spectateurs, au moyen d'un mur podium d'une hauteur souvent supérieure à 1,50 m. Ce mur est souvent percé de portes ou grilles donnant accès à des loges abritant les animaux. Certains amphithéâtres possèdent une arène creusée d'un bassin (Mérida) permettant d'y présenter des spectacles aquatiques mais seul le Colisée de Rome dispose d'une arène spécialement aménagée pour que des naumachies puissent s'y dérouler.

### Sous-sols

Aménagements des sous-sols du Colisée (Rome, Italie).

Si l'amphithéâtre construit à Rome sous César est le premier à posséder un sous-sol aménagé, ce dispositif va s'étendre à de nombreux monuments construits ultérieurement. Le prestige croissant des spectacles donnés dans les arènes, leur complexité de plus en plus grande avec des jeux de décors qui se succèdent, le recours à des gladiateurs de plus en plus nombreux et à des animaux imposent de disposer de tels aménagements. Le sous-sol de l'arène est donc creusé de galeries auxquelles sont reliées des cages pour les animaux, des carceres pour les gladiateurs, alors qu'un système de trappes et de monte-charges permet d'élever au niveau de l'arène tous les acteurs des spectacles ainsi que les éléments de décor. Ces sous-sols aménagés peuvent être en communication directe avec des écoles de gladiateurs installées à proximité, comme au Colisée. Ils peuvent également abriter un dispositif élaboré de rigoles et de caniveaux permettant de recueillir les eaux de ruissellement de la cavea avant qu'elles ne soient stockées dans une citerne, comme à Capoue.
Ces sous-sols aménagés sont attestés dans de nombreux amphithéâtre en Italie, mais également dans les provinces romaines comme à Arles ou Nîmes (France), Mérida (Espagne), Leptis Magna (Libye) ou El Jem (Tunisie) et peut-être Pula (Croatie).

## Financement de l'amphithéâtre
Les dédicaces d'inauguration des monuments romains portent très souvent la mention du nom des notables locaux ayant participé au financement de leur construction. Cet évergétisme peut simplement marquer la puissance et la richesse du donateur. Il peut également avoir une signification plus directe : l'amphithéâtre d'Arles a été construit grâce à des fonds de Caius Junius Priscus, ancien candidat au titre de duumvir juridicundo en accomplissement d'une promesse faite en cas d'élection. Le statut des évergètes est parfois cité : Caius Julius Rufus, qui a participé au financement de l'amphithéâtre des Trois Gaules à Lyon est prêtre de Rome et d'Auguste au sanctuaire fédéral des Trois Gaules.
| Le texte du bloc de dédicace de l'amphithéâtre des Trois Gaules : […]E TI(beris) CAESARIS AVG(vsti) AMPHITHEATR […]ODIO C IVL C[?] RVFVS SACERDOS ROM(ae) ET AVG(vsti) […]FILII F. ET NEPOS [-]X CIVITATE SANTON. D(e) S(ua). P(ecunia).FECERVNT … peut être complété ainsi : [… Pro salvt]/e Ti(beri) Caesaris Avg(vsti) amphitheatr[-…] / [……… cvm] pod/io C(aivs) Ivl(ivs) C(aii) f(ilivs) Rvfvs sacerdos Romae et Avg(vsti) / […… C(aivs) Ivlivs C(aii) ?] filii f(ilivs) et nepos ex civitate Santon(orvm) d(e) s(va) p(ecvnia) fecervnt. … et traduit par : « Pour le salut de Tibère César Auguste, C. Julius Rufus, citoyen de la cité des Santons, prêtre de Rome et d’Auguste, [et Caius Julius ?…] son fils et son petit-fils ont construit à leurs frais cet amphithéâtre et son podium ». |

Cet évergétisme peut se manifester comme une contribution au financement global de l'édifice (Périgueux) ou par une participation, partielle ou totale, à la construction de l'un de ses éléments (podium à Lyon, podium, portes et statues en argent à Arles).
Cette pratique s'inscrit aussi dans un cadre de rivalité de prestige entre édiles de villes voisines. Elle se traduit par la volonté de construire très grand à moindre coût, ce qui est une explication au recours, parfois massif, au bois pour les gradins et d'autres structures de l'amphithéâtre. Ceci permet également d'avoir rapidement accès à une ressource et un savoir-faire locaux et d'assurer un rythme de construction et un délai de mise en service compatible avec la tenue de promesses électorales.

## Les spectacles dans l'amphithéâtre romain

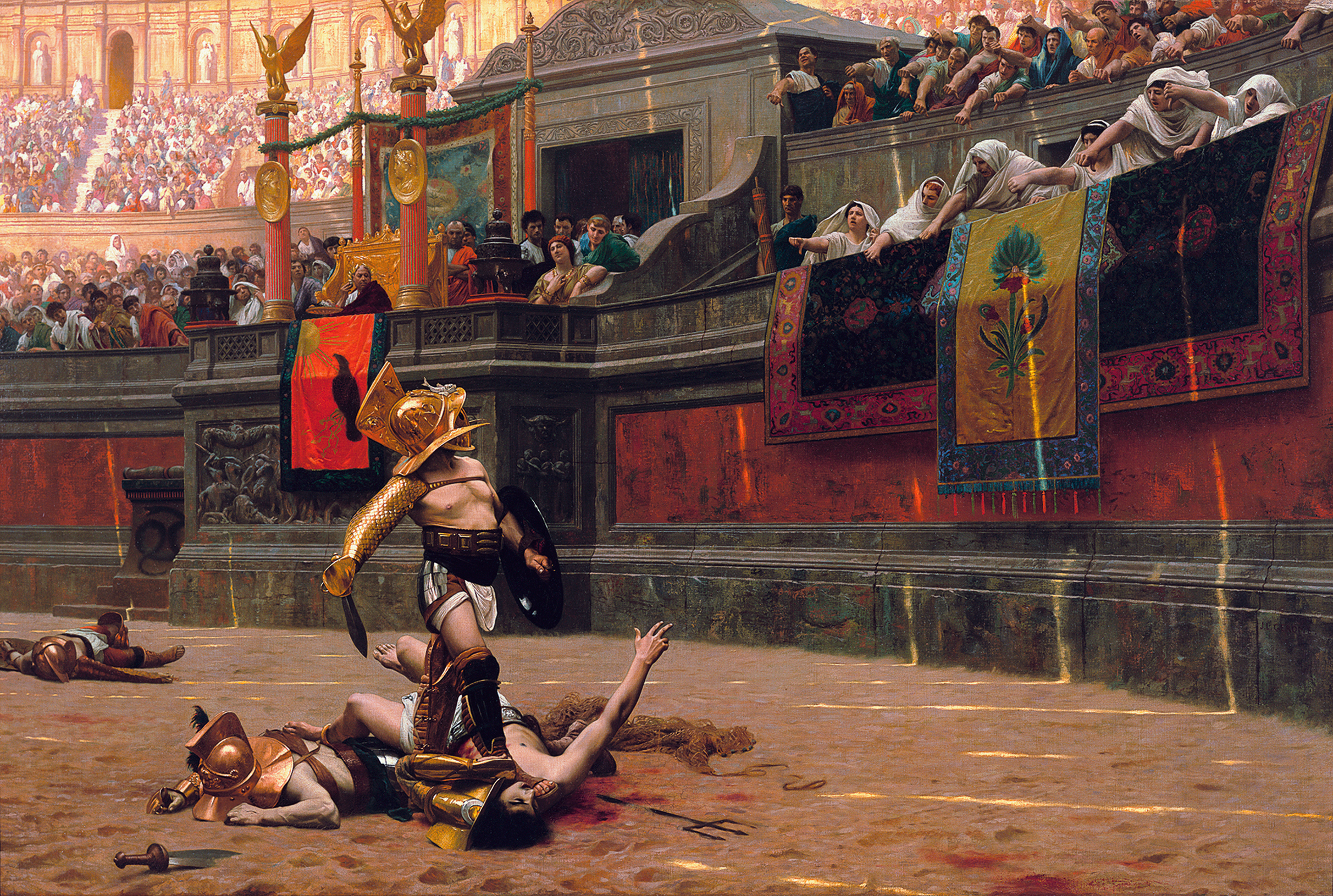
Vision romantique de la gladiature, par Jean-Léon Gérôme, 1872.

L'amphithéâtre est principalement destiné à accueillir les combats de gladiateurs. La veille des combats était organisée la cena libera, un grand banquet gratuit qui pouvait être partagé avec des spectateurs qui voulaient voir la valeur des combattants. Le combat de gladiateurs est un spectacle très codifié. Les gladiateurs représentent des types bien définis de combattants facilement reconnaissables du public par leur armement, leurs vêtements, mais aussi par les postures adoptées au cours du combat. Les combats, auxquels assistent des arbitres, sont le plus souvent des duels opposant un gladiateur légèrement armé mais très mobile (rétiaire, scissor) à un autre, moins véloce mais puissamment armé et cuirassé (mirmillon, secutor). La mort de l'un des protagonistes à la fin du combat n'est pas une règle et le combat peut se terminer lorsque les adversaires sont blessés ou épuisés : un gladiateur professionnel est un « investissement » pour son laniste. Il semble qu'à certaines périodes, sous Auguste par exemple, les mises à mort dans l'arène aient été interdites.
Des batailles navales (naumachiae) peuvent être organisées à l'intérieur de certains édifices, mais leur existence n'est réellement attestée que pour le Colisée ; les dimensions de l'arène doivent être suffisantes et la hauteur de l'eau qui la remplit importante pour que des navires, même dotés d'un faible tirant d'eau, puissent y évoluer. Des aqueducs sont parfois tout spécialement construits pour acheminer l'eau nécessaire au remplissage de l'arène. Ces batailles navales sont bien sûr très prisées par le public, car plutôt rares. De plus, elles deviennent souvent techniquement impossibles après l'aménagement de sous-sols dans les arènes de certains amphithéâtres (Colisée, Mérida, Pula).
Quant aux chasses (venationes), elles consistaient en combats d'animaux contre animaux, ou d'hommes contre animaux. Ce spectacle ne se déroulait pas dans une arène nue, mais par les trappes du sous-sol, un véritable décor de végétation et de rochers était installé dans l'arène.
Dans l'amphithéâtre avaient eu lieu aussi des exécutions de condamnés à mort (« noxii » en latin), qu'on appelait « meridiani » (ceux de midi), parce que ce type de spectacle avait lieu au cours des intermèdes de midi. Notamment sous Néron, des chrétiens furent brûlés vifs. La mort des condamnés était mise en scène, parfois sous forme de contes mythologiques : toujours sous Néron, selon Suétone, on reconstitua par exemple le mythe d'Icare, qui, s'écrasa sur le sol de l'arène et couvrit l'empereur de sang. Clément Ier rapporte quant à lui que des chrétiennes avaient subi le sort de Dircé. Il pouvait aussi s'agir d'épisodes historiques, comme celui où Mucius Scaevola se brûlait la main.

Les jeux du cirque sur la mosaïque de Zliten (fragments).
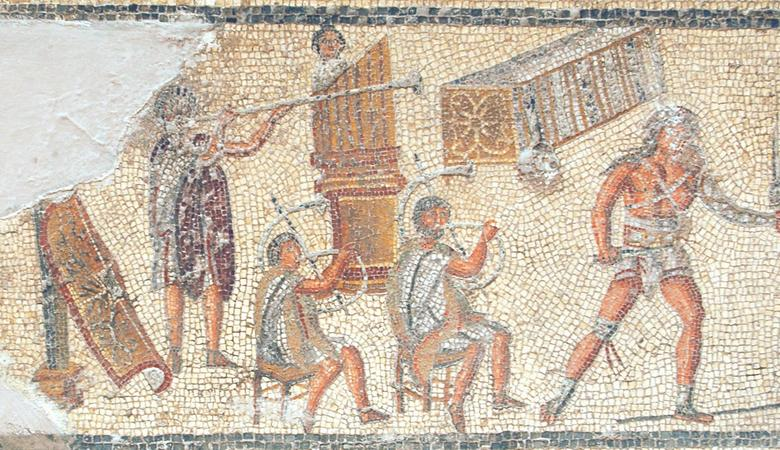
Les musiciens.
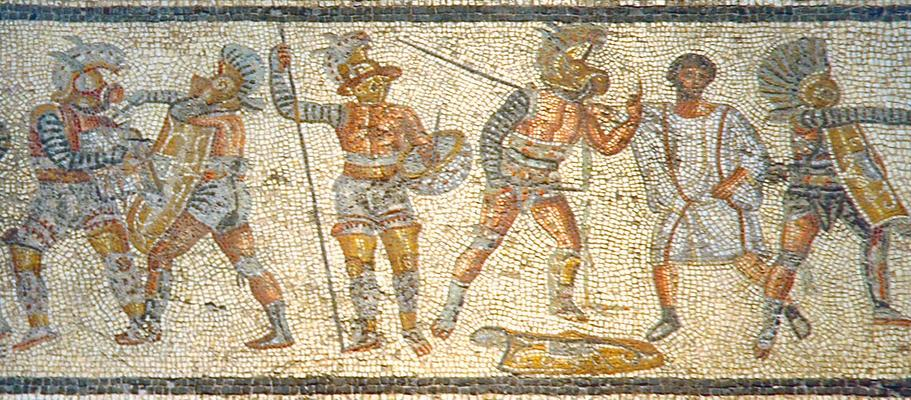
Munera : gladiateurs.
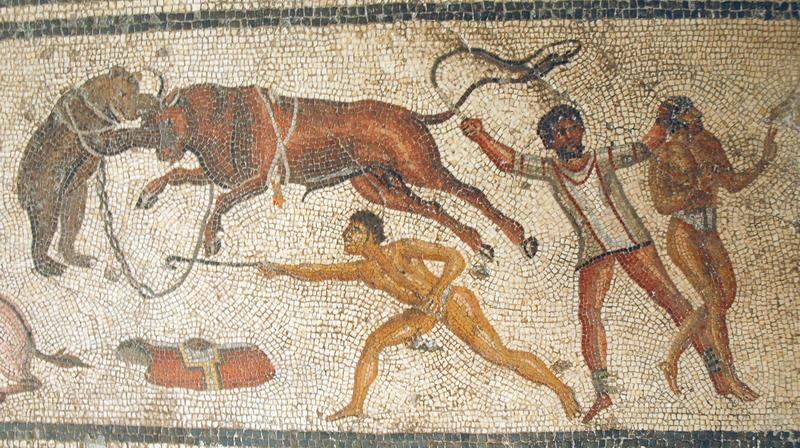
Venationes : le taureau.

## Diffusion sur le territoire romain
Selon Jean-Claude Golvin, les premiers amphithéâtres en pierre connus se trouvent en Campanie, à Capoue, à Cumes et à Liternum, où de tels lieux ont été construits dès la fin du IIe siècle av. J.-C.. L'un des amphithéâtres les plus anciens et l'un des plus étudiés, est l'amphithéâtre de Pompéi, qui est daté de 70 av. J.-C.. Des premiers amphithéâtres peu sont connus : que ce soit ceux d'Abella, Teanum et Cales datant de l'époque de Sylla, et ceux de Pouzzoles et de Telese Terme pour l'époque augustéenne. Les amphithéâtres de Sutri, de Carmona et d'Ucubi ont été construits autour de 40-30 av. J.-C., et ceux d'Antioche et de Paestum (phase I) au milieu du Ier siècle av. J.-C..
À l'époque impériale, les amphithéâtres deviennent partie intégrante du paysage urbain romain. Alors que les villes rivalisent pour la prééminence des constructions dans le domaine des bâtiments civiques, la construction des amphithéâtres est de plus en plus monumental dans l'espace occupé et dans l'ornementation. Les amphithéâtres impériaux pouvaient recevoir confortablement entre 40 000 et 60 000 spectateurs, voire jusqu'à 100 000 pour les plus grands édifices. Pour le nombre de places assises, ils n'étaient dépassés que par les hippodromes. Ils sont bâtis sur plusieurs étages, avec des arcades, sont généralement richement décorés avec du marbre et revêtus de stuc, et possèdent de nombreuses statues.
Avec l'extension de l'empire, la plupart des amphithéâtres reste concentré dans la partie Ouest, c'est-à-dire celle de langue latine, alors que dans la partie Est, les spectacles sont souvent mis en scène dans d'autres lieux tels que les théâtres ou les stades. Dans l'Ouest de l'empire, les amphithéâtres sont construits dans le cadre de la romanisation et pour fournir un centre pour le culte impérial. Les fonds pour la construction proviennent de bienfaiteurs privés, du gouvernement local de la colonie ou de capitaux provinciaux. De nombreuses d'arènes modestes ont été construites dans la province d'Afrique, avec le soutien de l'armée romaine et de son expertise dans l'architecture.
L'un des amphithéâtres les plus tardivement construits semble être celui de Bordeaux, à la fin du IIe siècle ou au début du IIIe siècle. La datation de celui d'El Jem, parfois considéré comme très tardif, est controversée en l'absence de preuves décisives. Le second amphithéâtre de Metz, édifice à caractère mixte, paraît remonter à la fin du IIIe siècle ou au début du IVe siècle.

### En Italie

#### L'exemple du Colisée

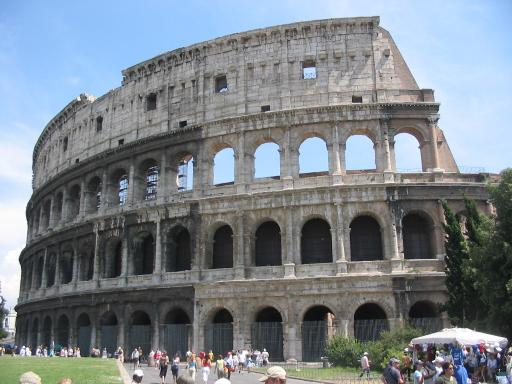
Le Colisée (Rome, Italie).

L'exemplaire le plus grand et le plus élaboré de ces édifices à substructions artificielles est le Colisée. Commencé en 71 ou en 72 à l'initiative de Vespasien, il fut inauguré sous Titus par cent jours de spectacles durant lesquels furent tuées cinq mille bêtes sauvages. Le chantier fut achevé sous Domitien après plus de douze années de travaux. Son arène de 79,35 × 47,20 m était comprise dans une cavea de 187,75 × 155,60 m. Quelque cinquante-six rangées de gradins, divisées à l'image des groupes sociaux qui y siégeaient, pouvaient recevoir environ 55 000 personnes. Les premiers degrés recevaient les sièges mobiles des spectateurs de marque. Les derniers, construits en bois, étaient disposés sous un portique. La façade extérieure en travertin se composait de trois niveaux de quatre-vingts travées superposant les ordres dorico-toscan, ionique et corinthien. Un attique à pilastres corinthiens couronnait la construction. Percé de fenêtres et orné de boucliers, il portait les consoles utiles à la fixation des mâts du velum ombrageant les gradins. Un détachement de marins de la flotte était affecté au maniement des cordages de cette immense voilure. Dans son dernier état, le sous-sol de l'arène était entièrement aménagé et relié par un corridor souterrain à la grande caserne de gladiateurs située à proximité de l'amphithéâtre. L'édifice servit de modèle à de nombreux amphithéâtres construits dans l'Empire romain, sans néanmoins y imposer une uniformité planimétrique. En Gaule, il fut concurrencé par des monuments combinant une arène à une cavea incomplète. Et on pratiquait divers sports.

### En Europe continentale et insulaire

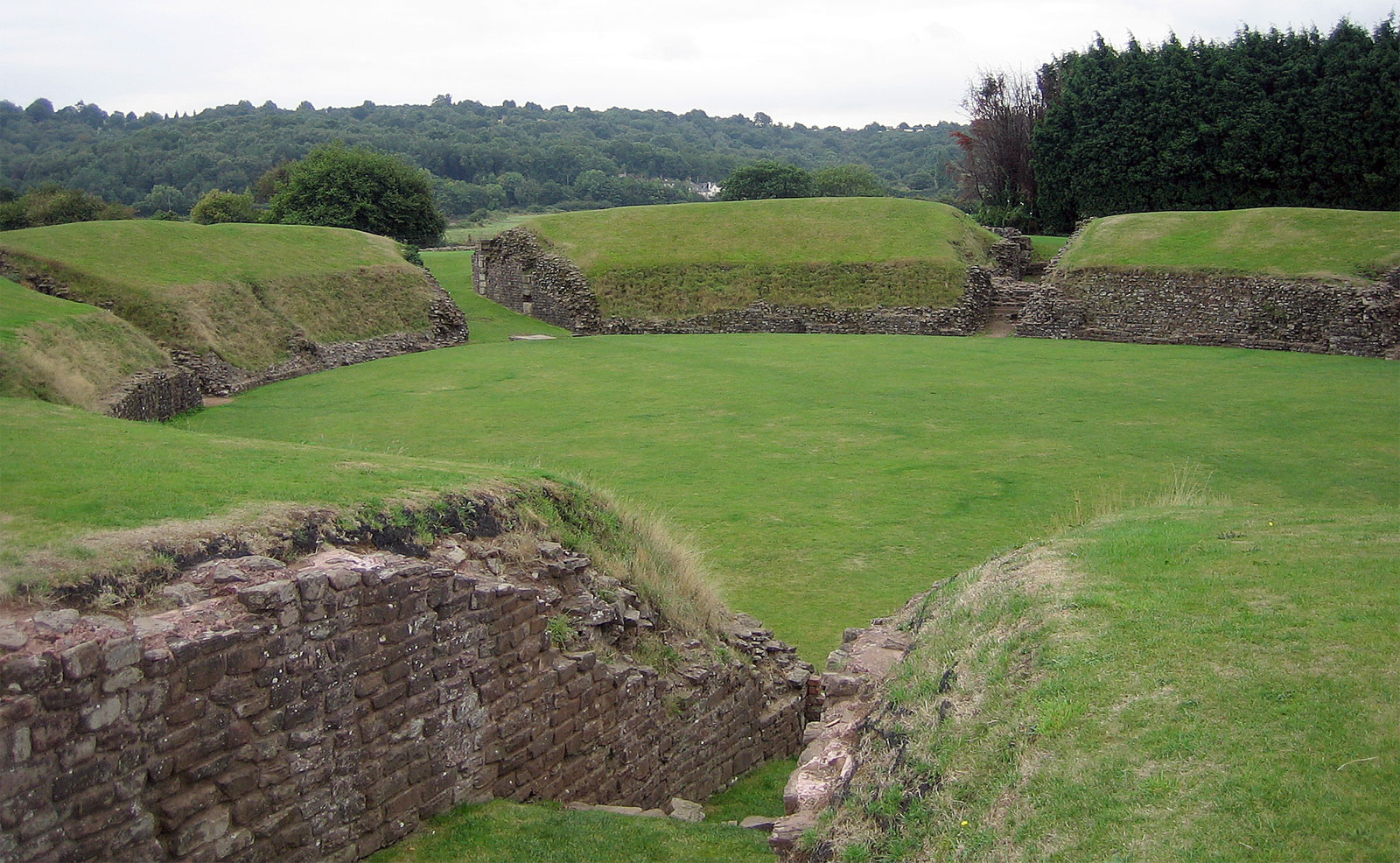
L'amphithéâtre de Caerleon (Pays de Galles).

En Occident, où la construction de ces monuments se poursuivit de la fin du Ier siècle jusqu'au milieu du IIIe siècle, l'amphithéâtre devint le signe le plus évident de la romanisation. Mais la romanité et l'urbanité s'y exprimèrent à des degrés divers sur plusieurs aspects. La construction des amphithéâtres s'étale sur une période longue de près de 150 ans, avec semble-t-il, un maximum sous le règne des Flaviens puis des Antonins, peut-être une conséquence de la construction du Colisée.

#### Les amphithéâtres classiques
En Europe continentale, les amphithéâtres classiques (cavea complète ceinturant une arène elliptique ou circulaire) sont fréquemment liés à des villes importantes (chefs-lieux de civitates en Gaule par exemple).
Une dizaine d'amphithéâtres sont recensés au Royaume-Uni, dont ceux de Chester en Angleterre et de Caerleon au Pays de Galles. Toutefois, l'acculturation romaine semblant plus lente que sur le continent, les amphithéâtres du Royaume-Uni paraissent avoir été construits plus tardivement que ceux du continent, et sont souvent à mettre en relation avec la présence de troupes de l'armée romaine sur place.
En 2016, une dizaine d'amphithéâtres sont identifiés dans la péninsule Ibérique et une vingtaine en Europe centrale et balkanique.

#### Les amphithéâtres gallo-romains: des monuments hybrides
Une spécificité des provinces occidentales les plus éloignées de Rome : Gaule Lyonnaise et Aquitaine en particulier, également en Belgique, est l'apparition d'édifices associant les caractéristiques des amphithéâtres et des théâtres. Ils sont généralement associés à des thermes et des lieux cultuels (temples) comme entre autres à Sceaux-du-Gâtinais (Aquis Segeste), Triguères, ou Châteaubleau.

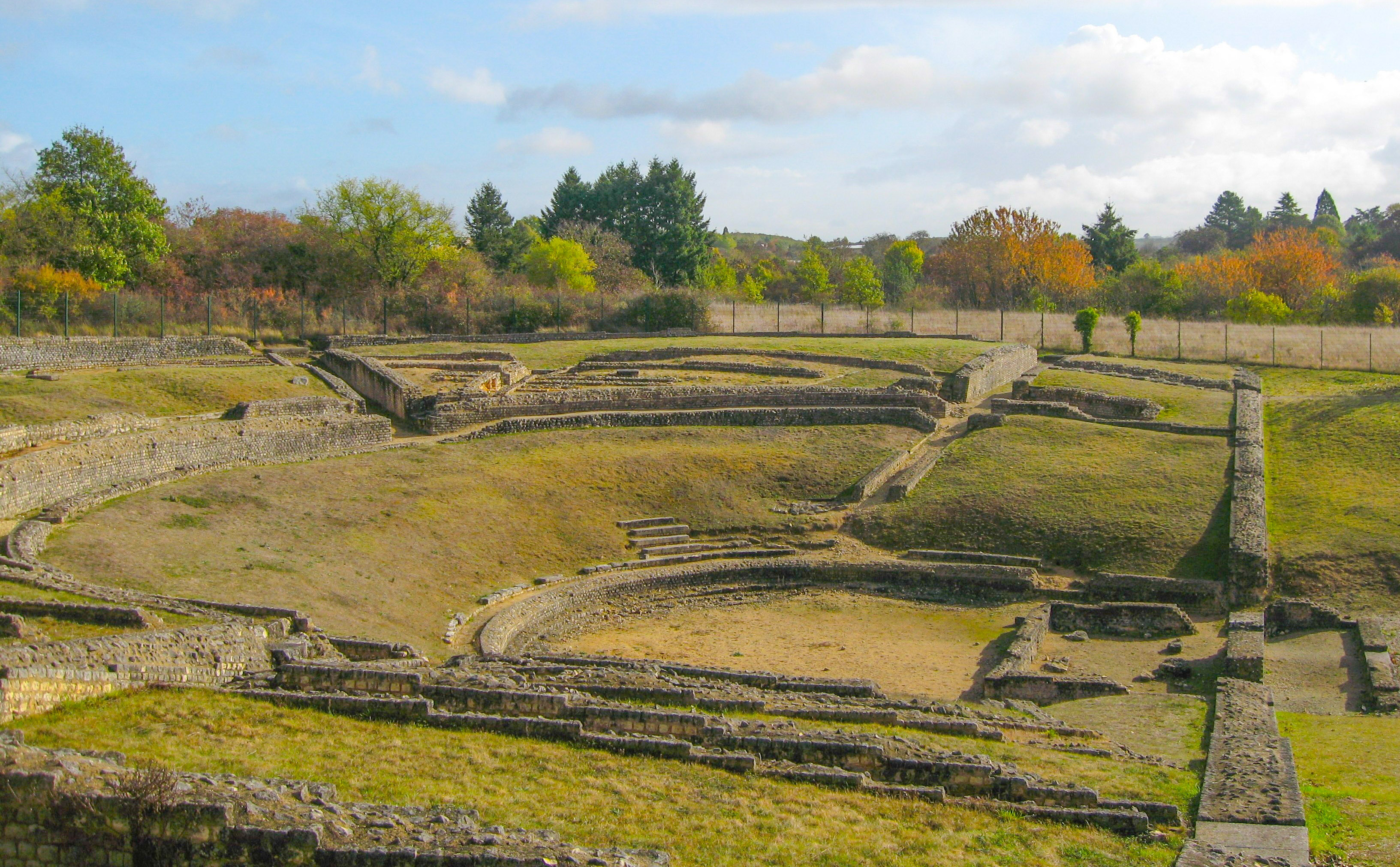
L'amphithéâtre gallo-romain d'Argentomagus (France).

L'adjonction d'une arène elliptique, s'accompagne de modifications de l'orchestra et la scène se voit notablement réduite. On y retrouve la même distribution des portes pour les acteurs que dans le théâtre grec classique, où celles-ci s'ouvrent sur l'orchestra et non pas sur la scène comme dans le théâtre romain. La cavea, quant à elle, prend une forme d'arc outrepassé et dépasse le demi-cercle.
Ces modifications majeures faisaient de ces théâtres des amphithéâtres hybrides, « amphithéâtres-théâtres » ou « amphithéâtres à scène », selon les différentes terminologies utilisées. Plus on s'éloigne de Rome, plus ces structures hybrides sont nombreuses,. On en distingue deux catégories : celles convenant aux combats des jeux, où les gradins inférieurs sont surélevés pour la protection des spectateurs et celles qui n'ont pas de podium et dont le bord de l’orchestre est un simple mur rectiligne. L'hybridisation théâtre – amphithéâtre semble être un indice de moindre acculturation romaine des peuples qui les ont édifiés,.
Leur répartition géographique indique par ailleurs que ces complexes ruraux sanctuaires-théâtres-thermes existaient principalement dans des secteurs où les communautés de paysans libres étaient moins confrontées à de grands propriétaires.
On compte plusieurs centaines d'amphithéâtres à travers l'empire romain, parmi lesquels se trouvent une soixantaine d'édifices de type gallo-romain.
Il arrive parfois, comme à Autun, que se trouvent dans le même périmètre de quelques kilomètres, un amphithéâtre classique, un théâtre et un édifice mixte, ce dernier probablement lié au sanctuaire qui renferme aussi le temple de Janus.

### En Orient

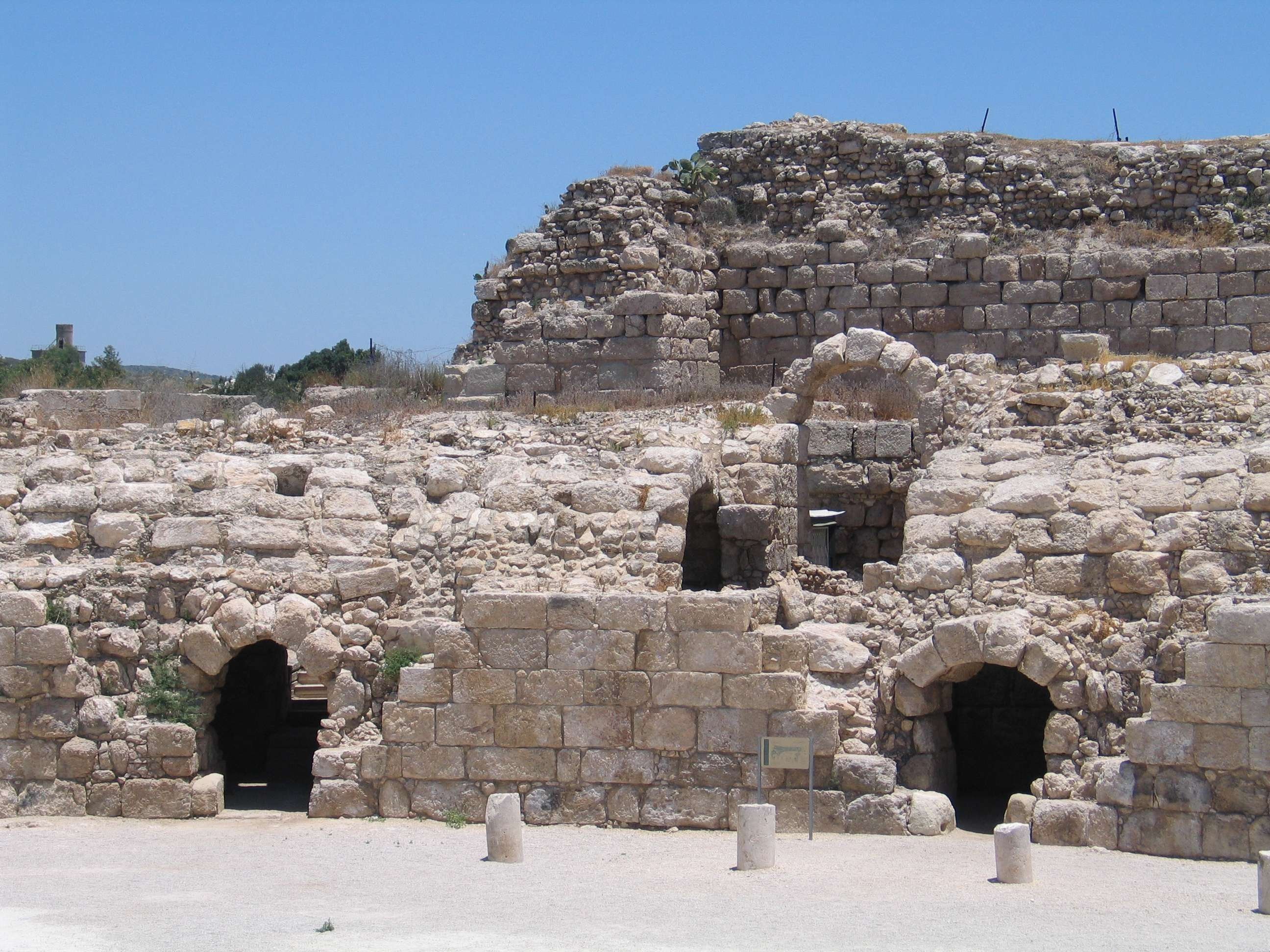
L'amphithéâtre de Beth Guvrin (Israël).

On a longtemps prétendu qu’en Orient, dans le monde grec et hellénisé, les amphithéâtres étaient quasi inexistants. Or, l’antique Éleuthéropolis (moderne Beth Guvrin) a construit un amphithéâtre de 3 500 places à la fin du IIe siècle ou au début du IIIe siècle. On en connaît d’autres à Doura Europos, à Scythopolis, à Césarée maritime, dans l’hippodrome de Gérasa, à Bérytos, à Jérusalem et à Antioche. Les théâtres et les stades sont souvent aménagés pour recevoir les spectacles de l'arène. Certains édifices dédiés au spectacle possèdent une scène et un orchestre à podium.
De fait, peu d'amphithéâtres stricto sensu sont construits. Il n'en est recensé que trois en Grèce, trois en Turquie et quatre dans les pays de la côte orientale de la Méditerranée (Liban et Israël).

### En Afrique

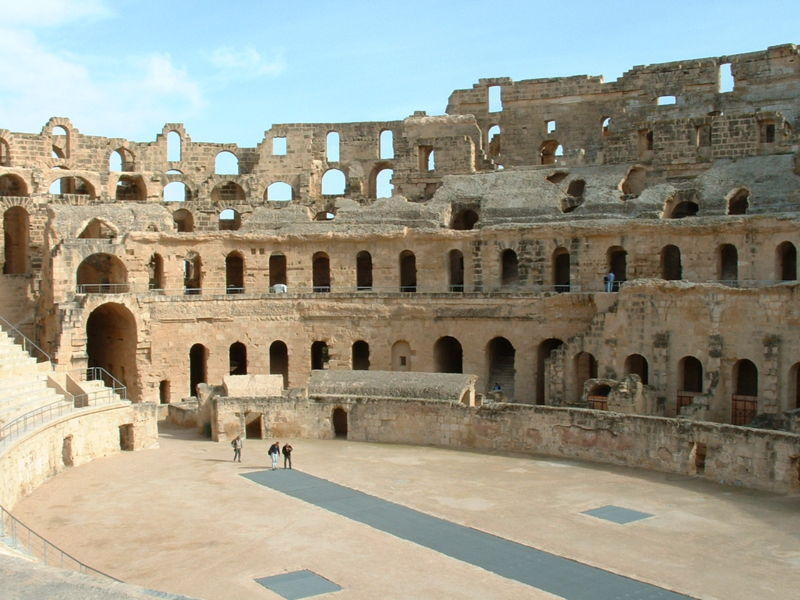
l'amphithéâtre d'El Jem (Tunisie).

La province d'Afrique, ou Afrique proconsulaire, était composée de la Tunisie et, de part et d'autre, d'une partie de l'Algérie et de la Libye. Ce riche territoire a vu se construire une vingtaine d'amphithéâtres, dont certains, comme ceux de Carthage ou d'El Jem sont parmi les plus imposants du monde romain. D'autres sont de taille plus modeste. La présence de troupes romaines et leur savoir-faire en matière de construction a probablement aidé à l'édification de ces monuments. En Maurétanie tingitane, l'amphithéâtre de Césarée de Maurétanie possède la plus grande arène du monde romain avec 4 082 m2.

## La vie des amphithéâtres

### Évolutions architecturales

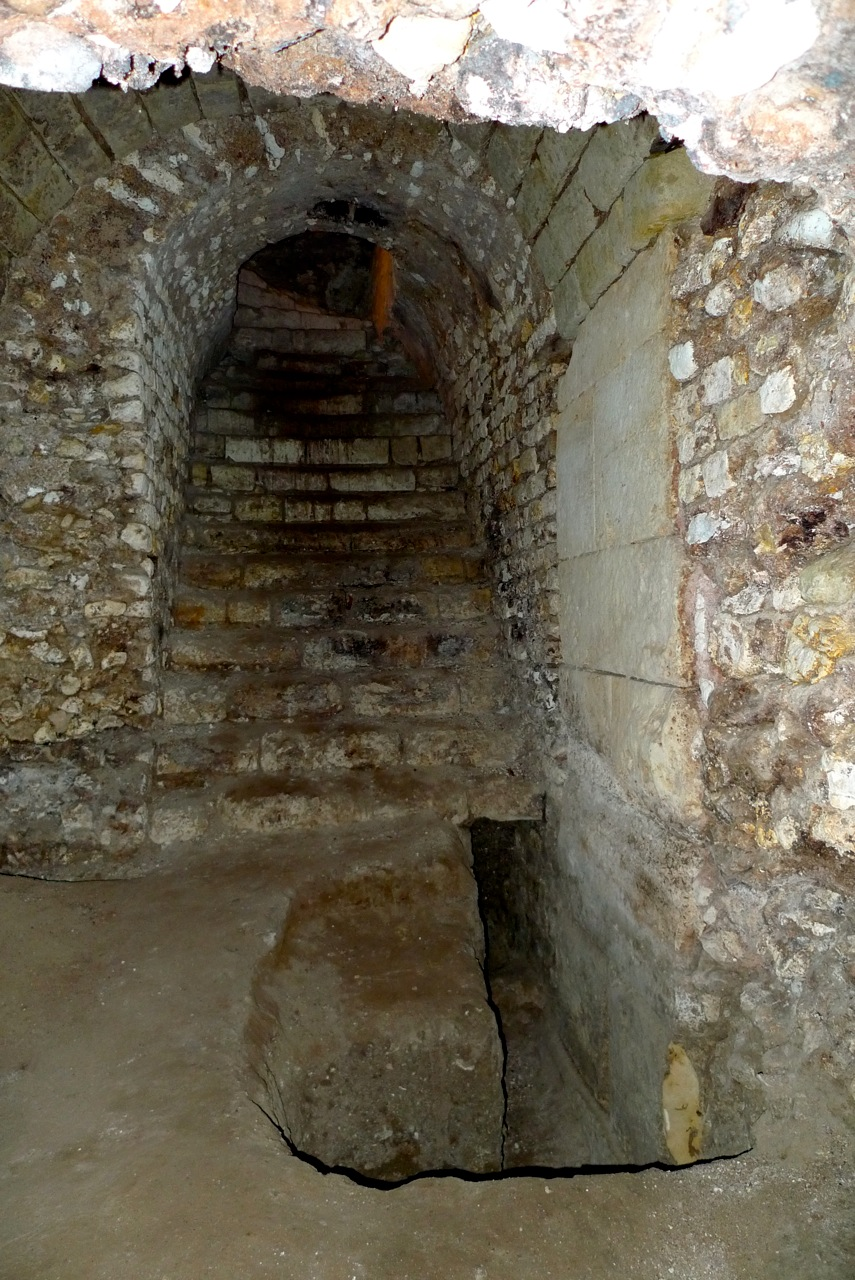
Vomitoire secondaire de l'amphithéâtre de Tours..

Les monuments du spectacle, dont les amphithéâtres, ne sont pas des édifices construits une fois pour toutes sans qu'aucune modification, parfois conséquente, ne soit apportée à la structure, alors qu'ils sont encore utilisés.
C'est ainsi que la cavea de l'amphithéâtre de Toulouse, initialement construite en bois, bénéficie dans un second temps de structures porteuses maçonnées. La façade de l'amphithéâtre de Pula, qui a résisté au temps, témoigne peut-être de la reprise totale et de l'agrandissement d'un ancien édifice d'époque augustéenne. L'agrandissement de l'amphithéâtre d'Avenches, dans la seconde moitié du IIe siècle est attesté, tout comme celui de l'amphithéâtre de Tours vers la même époque, dont la capacité estimée passe de 14 000 à 34 000 spectateurs. L'amphithéâtre des Trois Gaules de Lyon, à l'origine destiné à accueillir les délégués venus des trois provinces romaines de Gaule, est agrandi pour que la population lyonnaise elle aussi puisse assister aux spectacles.
Les réaménagements ne touchent parfois qu'une partie du monument, comme à Mérida et peut-être Pula, où l'arène est creusée pour permettre l'installation d'un sous-sol avec cages, couloirs et magasins d'accessoires.

### Déclin
Plusieurs facteurs amènent à la fin de la construction d'amphithéâtre. La première est la fin progressive des combats de gladiateurs, qui commencent à disparaître de la vie publique au cours du IIIe siècle, en raison des crises économiques, de la désapprobation philosophique et de l'opposition de la nouvelle religion de plus en plus prédominante qu'est le christianisme, dont les partisans considèrent ces jeux comme une abomination et un gaspillage d'argent. Les spectacles impliquant des animaux (venationes) ont survécu jusqu'au VIe siècle, mais ils deviennent plus coûteux et plus rares. La diffusion du christianisme a également changé les habitudes de bienfaisance publique : auparavant un romain païen est considéré comme un homo civicus qui finance des représentations publiques en échange de l'obtention d'un statut et de l'obtention d'honneur, un chrétien lui se considère comme un homo interior qui cherche à obtenir une récompense divine dans les cieux et dirige ses efforts vers l'aumône et la charité plutôt que vers les spectacles publics et les jeux.
Ces changements montrent que les amphithéâtres sont de moins en moins utilisés et qu'un manque de fonds ne permet ni d'en construire des nouveaux, ni d'entretenir ceux déjà construits. La dernière construction d'un amphithéâtre a lieu en 523 à Pavie sous Théodoric. Après la fin des venationes, les amphithéâtres restants ne sont utilisés que pour les exécutions publiques et les punitions. Après cette courte réutilisation, de nombreux amphithéâtres sont tombés en ruine et sont progressivement démantelés pour l'obtention de matériaux de construction, ou rasés pour faire de la place pour la construction de bâtiments plus récents, ou bien vandalisés. D'autres sont transformés en fortifications ou villages fortifiés, comme à Leptis Magna, Sabratha, Arles et Pola, et au XIIe siècle, la famille Frangipani fortifie même le Colisée pour les aider dans leur lutte pour prendre le contrôle de Rome. D'autres amphithéâtres sont réorientés comme églises chrétiennes, y compris les arènes d'Arles, de Nîmes, de Tarragone et de Salone. Le Colisée devient une église chrétienne au XVIIIe siècle.

### Les amphithéâtres après la fin de l'Empire romain
L'avènement du Bas Empire marque souvent une cassure dans l'utilisation des amphithéâtres romains. La crise du IIIe siècle provoque une certaine désaffection du public en même temps que les conditions économiques sont moins favorables à l'organisation de coûteux spectacles et à l'entretien des monuments. La montée du christianisme participe également à cette désaffection, les spectacles païens des arènes étant désavoués par les autorités religieuses. Du milieu du IIIe siècle au milieu du IVe siècle et notamment en Gaule, plusieurs amphithéâtres sont transformés en forteresses (Tours) puis intégrés à des enceintes urbaines de taille réduite (Amiens, Périgueux, Tours, Metz, Trèves, etc.). À Rome toutefois, le Colisée continue d'accueillir des combats de gladiateurs jusqu'en 404, date à laquelle Flavius Honorius les interdit, mais d'autres types de spectacles s'y déroulent pour quelques décennies encore.
La chute de l'empire romain d'Occident en 476 semble sceller définitivement le sort des amphithéâtres qui pouvaient encore rester en service. Plus aucun ne subsiste dans ses fonctions d'origine, la plupart sont abandonnés et démolis, volontairement ou non, leurs pierres étant récupérées pour de nouvelles constructions.
Au Moyen Âge, si les amphithéâtres ne sont pas réduits à l'état de ruines au point de disparaître du paysage, ils peuvent être lotis et leur cavea construite, comme c'est le cas à Arles après que des tours ont été construites à chacune des extrémités des deux axes de l'ellipse. Certains de ceux qui sont désormais disparu étaient encore visibles, au moins partiellement puisque la coutume du Berry, vers 1540, interdit de jeter des ordures dans la fosse de l'arène de l'amphithéâtre de Bourges. Pourtant, parfois, les amphithéâtres sont remis en service pour y accueillir des jeux ; c'est le cas des arènes de Lutèce à l'instigation de Chilpéric.
Lorsque presque plus aucun vestige aérien ne révèle la présence d'un amphithéâtre antique, le pourtour de la cavea demeure parfois gravé dans la trame viaire ou le parcellaire, comme à Tours ou Poitiers (France), Florence ou Lucques (Italie).

Survivance d'amphithéâtres romains à l'époque moderne
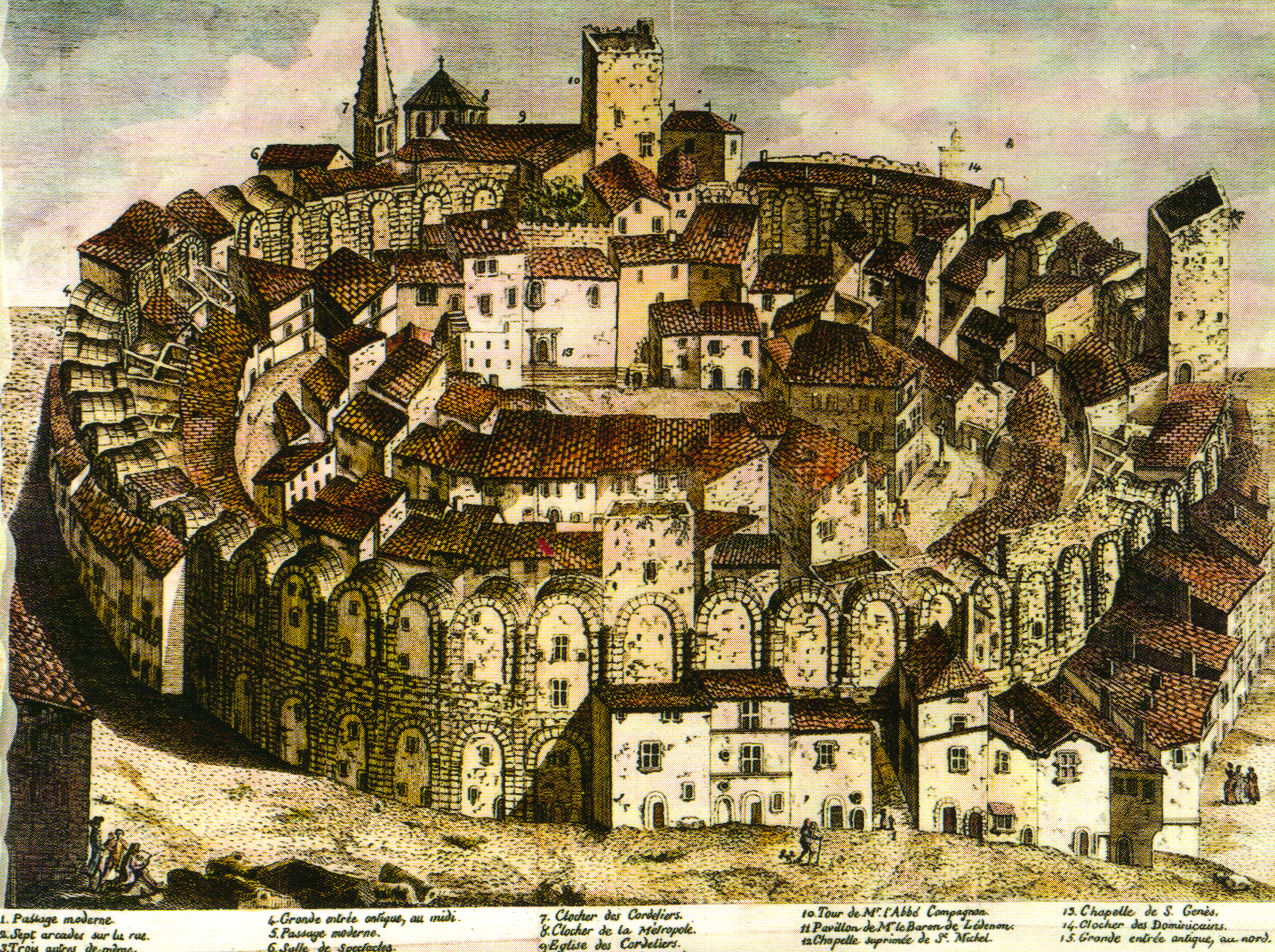
L'amphithéâtre d'Arles (France) au XVIIIe siècle.
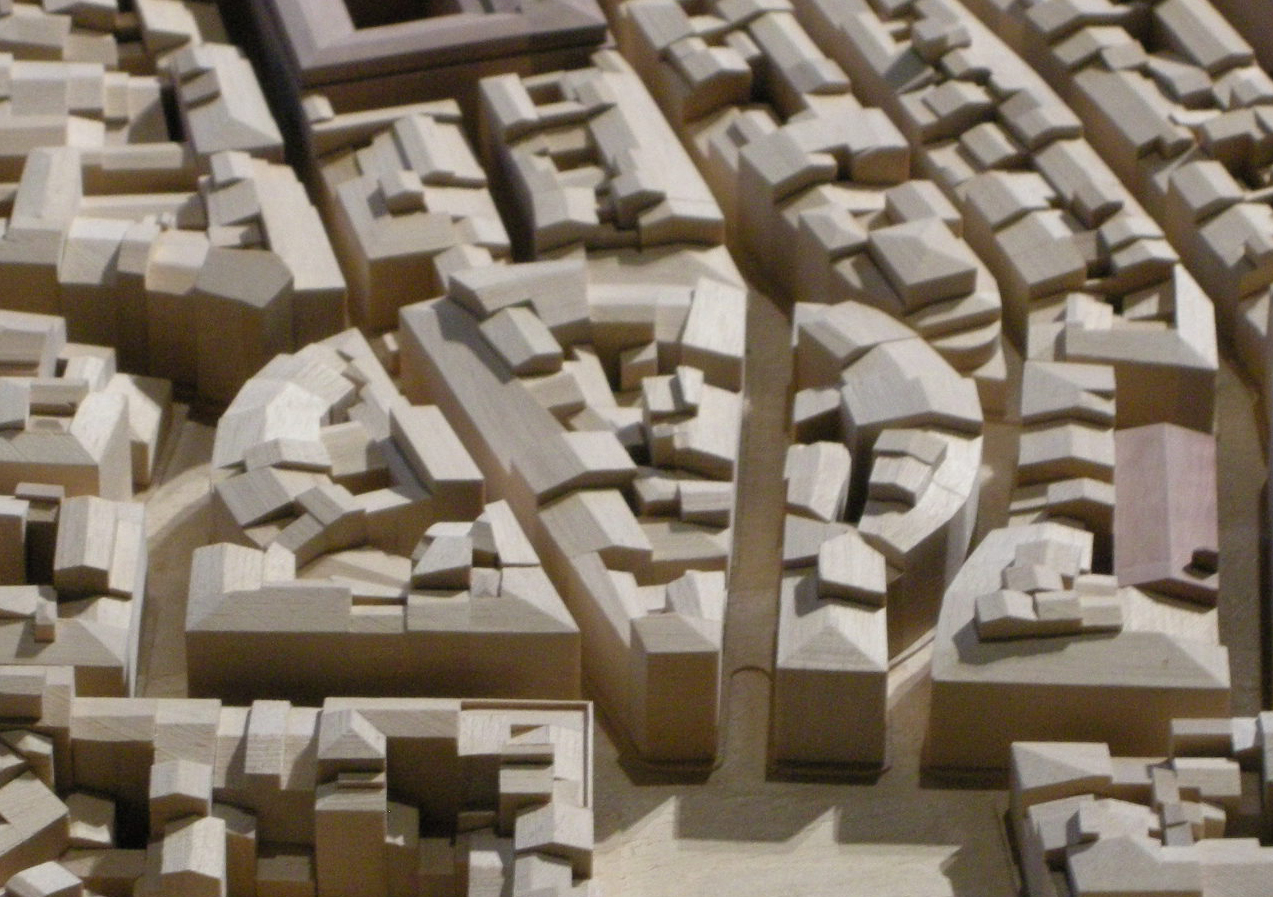
Maquette du quartier de l'amphithéâtre à Florence.
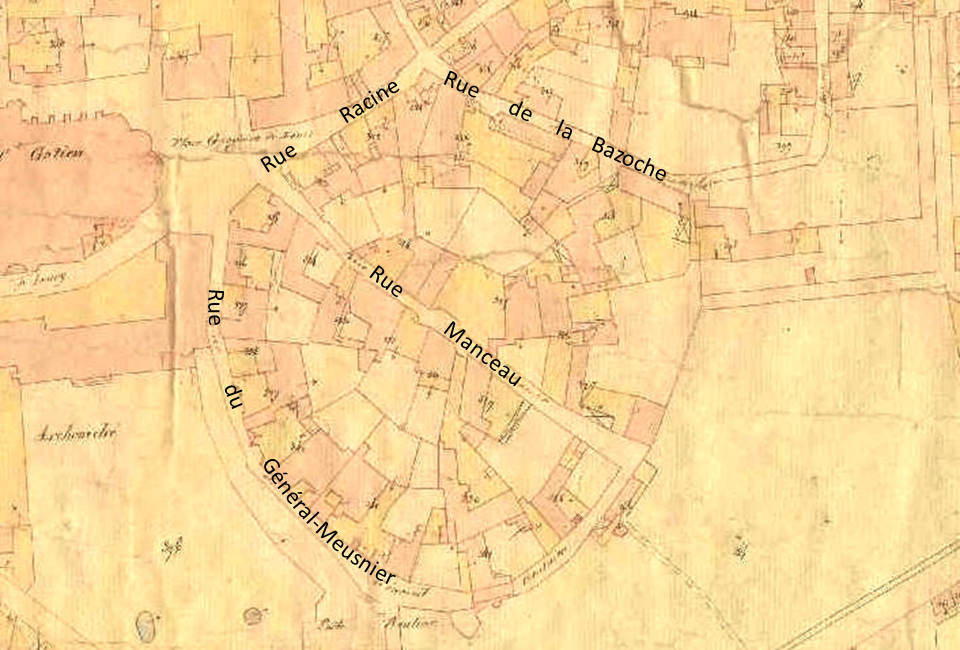
L'amphithéâtre de Tours sur le cadastre napoléonien.
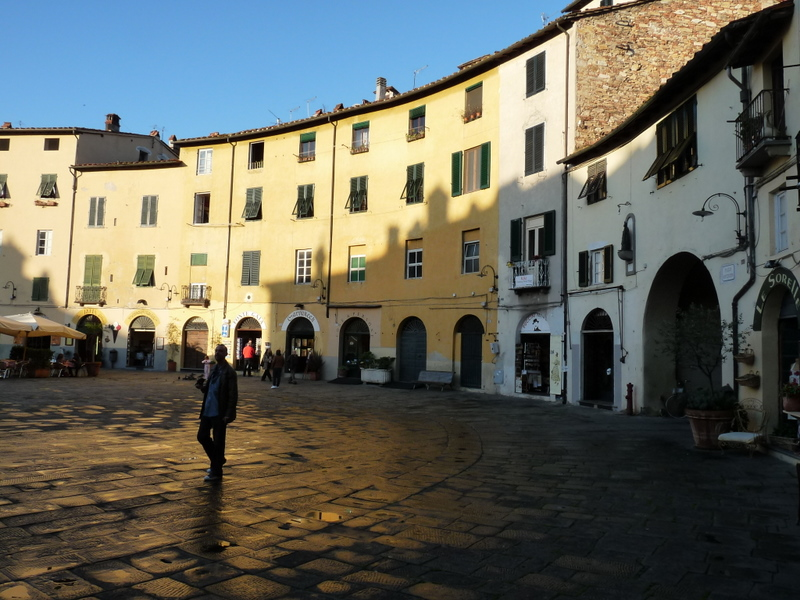
La cavea construite sur l'amphithéâtre de Lucques.

#### Ouvrages
- Robert Bedon, Pierre Pinon et Raymond Chevallier, Architecture et urbanisme en Gaule romaine : L'architecture et la ville, vol. 1, Paris, Errance, coll. « les Hespérides », 1988, 440 p. (ISBN 2-903442-79-7).
- (en) David Lee Bomgardner, The Story of the Roman Amphitheatre, Routledge, octobre 2000, 276 p. (ISBN 0-415-16593-8)
- Charles Victor Daremberg et Edmond Saglio, Dictionnaire des Antiquités grecques et romaines, Paris, 1877-1919 (lire en ligne).
- Jean-Claude Golvin, L'amphithéâtre romain. Essai sur la théorisation de sa forme et de ses fonctions, Diffusion de Boccard, 1988
- Jean-Claude Golvin, L'amphithéâtre romain et les jeux du cirque dans le monde antique, Archéologie Nouvelle, 2012, 160 p. (ISBN 978-2-9533973-5-2 et 2-9533973-5-3)
- Jean-Claude Golvin et Christian Landes, Amphithéâtres & Gladiateurs, Paris, Les Presses du CNRS, 1990, 237 p. (ISBN 2-87682-046-3)
- Pierre Gros, L'architecture romaine du début du IIIe siècle av. J.-C. à la fin du Haut-Empire, t. 1 Les monuments publics, Paris, Picard, 1996, 503 p. (ISBN 2-7084-0673-6)
- Jean-Claude Lachaux, Théâtres et amphithéâtres d'Afrique proconsulaire, Aix-en-Provence, Édisud, 1970, 154.
- (en) Katherine E. Welch, The Roman amphitheatre : from its origins to the Colosseum, Cambridge University Press, 2007, 355 p. (ISBN 978-0-521-80944-3 et 0-521-80944-4, lire en ligne)

#### Articles
- (de) Thomas Hufschmid, « Funktionale Gesichtspunkte des Theaters und des Amphitheaters im architektonischen, sozialen und politischen Kontext », Theatra et spectacula, vol. 1, no 2,‎ 2011, p. 263-292 (lire en ligne)